# Panthera pardus
Il leopardo (Panthera pardus (Linnaeus, 1758)) è una specie di felide della sottofamiglia dei panterini. In passato era noto anche con il nome di pardo o, soprattutto per quanto riguarda la popolazione asiatica, pantera. Questo felino presenta un manto fulvo costellato da rosette, simili a quelle del giaguaro, ma più piccole e con una distribuzione più fitta. Esiste anche una forma melanica, conosciuta col nome di pantera nera. Eccellente arrampicatore e saltatore, il leopardo ha la particolarità di issare le sue prede alla biforcatura di un albero per metterle fuori dalla portata di altri predatori.
Felide solitario e opportunista, il leopardo è ampiamente diffuso in Africa e in Asia sud-orientale in numerosi tipi di habitat. L'entità della popolazione, tuttavia, è considerata in diminuzione dall'Unione internazionale per la conservazione della natura, che classifica la specie come vulnerabile. Con circa il 58% di attacchi a segno è il predatore più efficiente fra i grandi felini. Cinque sottospecie sono considerate in pericolo o in pericolo critico di estinzione: il leopardo d'Arabia, il leopardo dell'Amur, il leopardo di Giava, il leopardo di Ceylon e il leopardo persiano.

## Descrizione

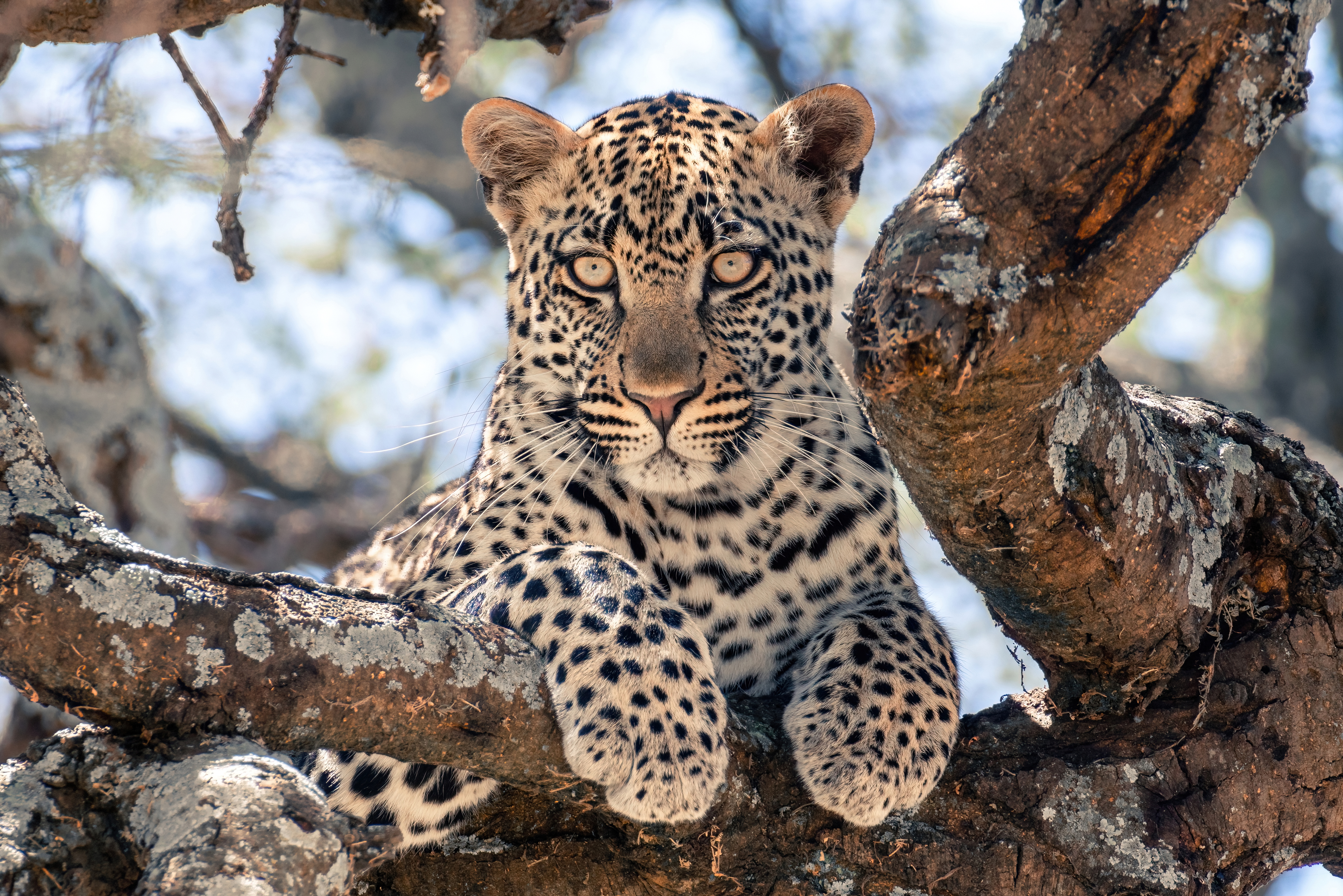
Giovane leopardo su un albero, Parco nazionale del Serengeti.

Il leopardo ha un corpo lungo e muscoloso, con grandi zampe. I muscoli pettorali sono sviluppati per consentirgli di arrampicarsi sugli alberi. La lunga coda viene tenuta incurvata verso l'alto quando l'animale cammina e funge da bilanciere durante gli spostamenti tra gli alberi. Il peso medio del leopardo è di 58 kg nei maschi e 37 kg nelle femmine. Gli esemplari più grandi possono raggiungere i 90 kg e si trovano prevalentemente in Asia centrale e in Iran, in alcune foreste indiane dove la tigre è assente e in Sri Lanka, nonché in certe parti dell'Africa come il Sudafrica, le valli montane del Kenya, le foreste tropicali dell'Africa occidentale (Congo, Gabon, Camerun) e, anticamente, l'Algeria. In tutte queste zone, il leopardo svolge il ruolo di superpredatore. La taglia della femmina è pari a circa due terzi quella del maschio. La lunghezza del corpo è di 1-1,9 metri nei maschi e di 0,95-1,25 metri nelle femmine, con una coda di 52–90 cm. Il leopardo più lungo è stato catturato nel 1913, e la sua lunghezza da testa a coda era di 2,75 m. L'altezza al garrese varia da 45 a 78 cm. Gli artigli del leopardo (che possono raggiungere i 2,5 cm di lunghezza) sono i più affilati fra tutti i felini (necessari per arrampicarsi). I canini possono raggiungere i 6 cm di lunghezza.

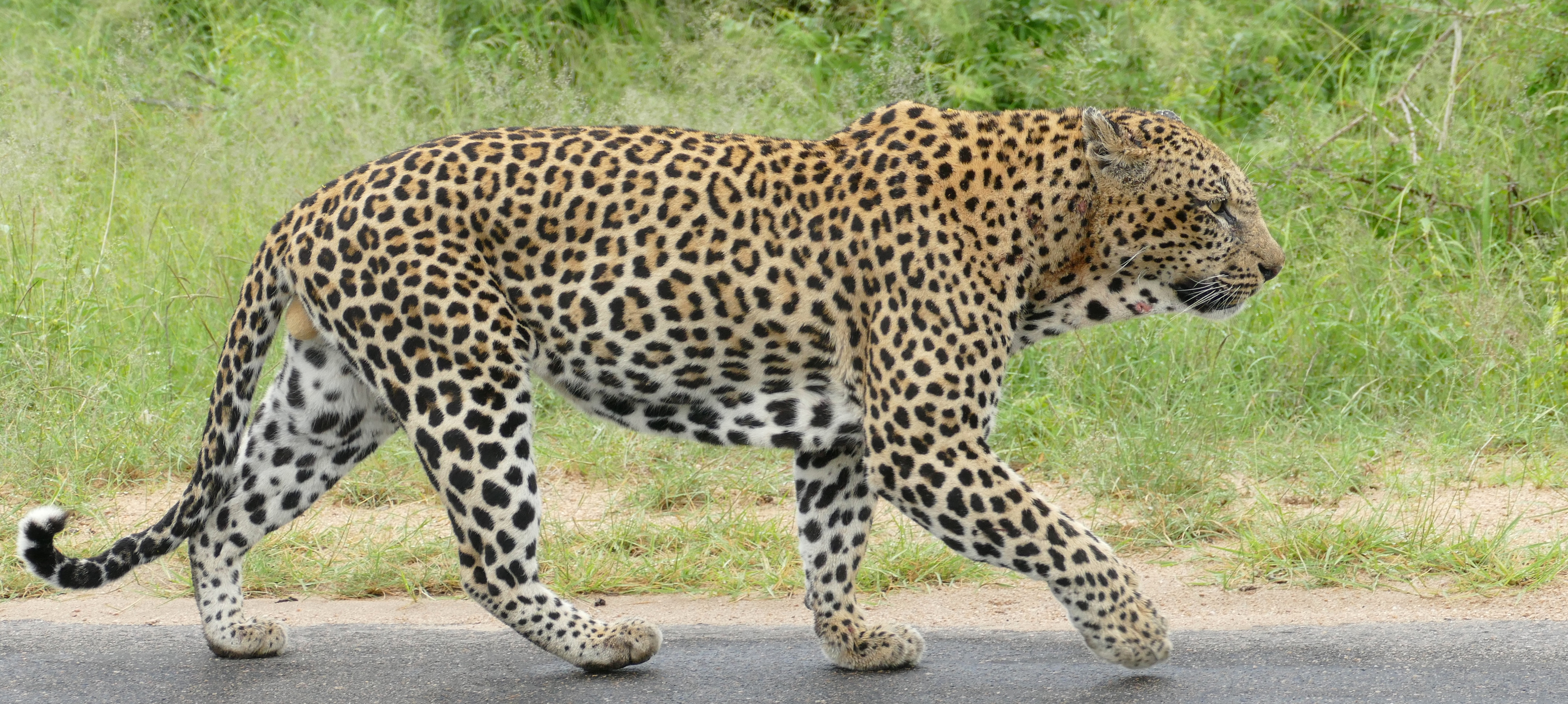
Un maschio, nel quale è chiaramente visibile la striscia di pelle (giogaia) sotto la gola.

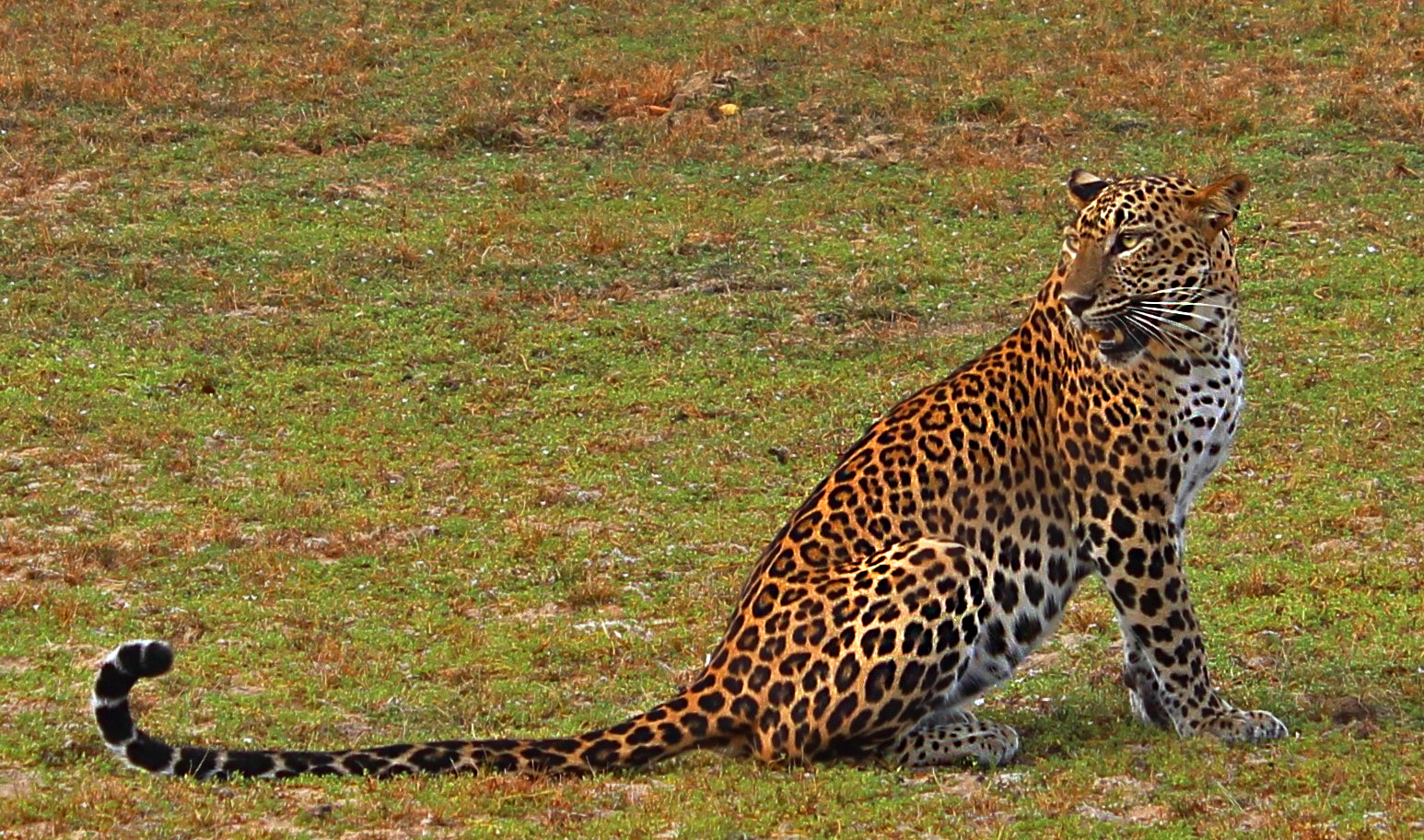
Una femmina, più piccola e dalle forme meno massicce.

I leopardi presentano un certo dimorfismo sessuale: oltre alle dimensioni maggiori, i maschi posseggono anche una giogaia sotto la gola, assente nelle femmine, e che si accentua con l'età, in particolare a partire dai 6-7 anni. Il significato di essa è sconosciuto, ma è presumibile che abbia un ruolo nella conquista della femmina e come segnale di avvertimento per gli altri maschi, al pari della criniera dei leoni e della "barba" delle tigri maschio.

### Manto
Il manto è contrassegnato da macchie su un fondo di colore variabile dal giallo pallido al marrone camoscio. La gola, il petto, il ventre, la faccia interna delle zampe e la coda sono bianchi. Le orecchie arrotondate hanno la parte posteriore nera e una macchia bianca all'interno. Sui fianchi, il dorso e la parte superiore delle zampe, le macchie formano delle rosette dall'interno bruno che talvolta presentano anche una macchiolina nera, come quelle del giaguaro. La testa, le zampe e la coda hanno macchie nere. Sulla coda, le macchie possono formare degli anelli. La disposizione e la forma delle macchie variano molto da un individuo all'altro. Nelle regioni tropicali, il pelame tende a essere corto e di colore scuro e brillante, mentre nelle regioni fredde è più lungo, setoso e chiaro. Il leopardo dell'Amur è la sottospecie che presenta rosette più distanziate e manto più chiaro. Il leopardo d'Arabia ha una colorazione chiara ed è caratterizzato dalla piccola taglia.

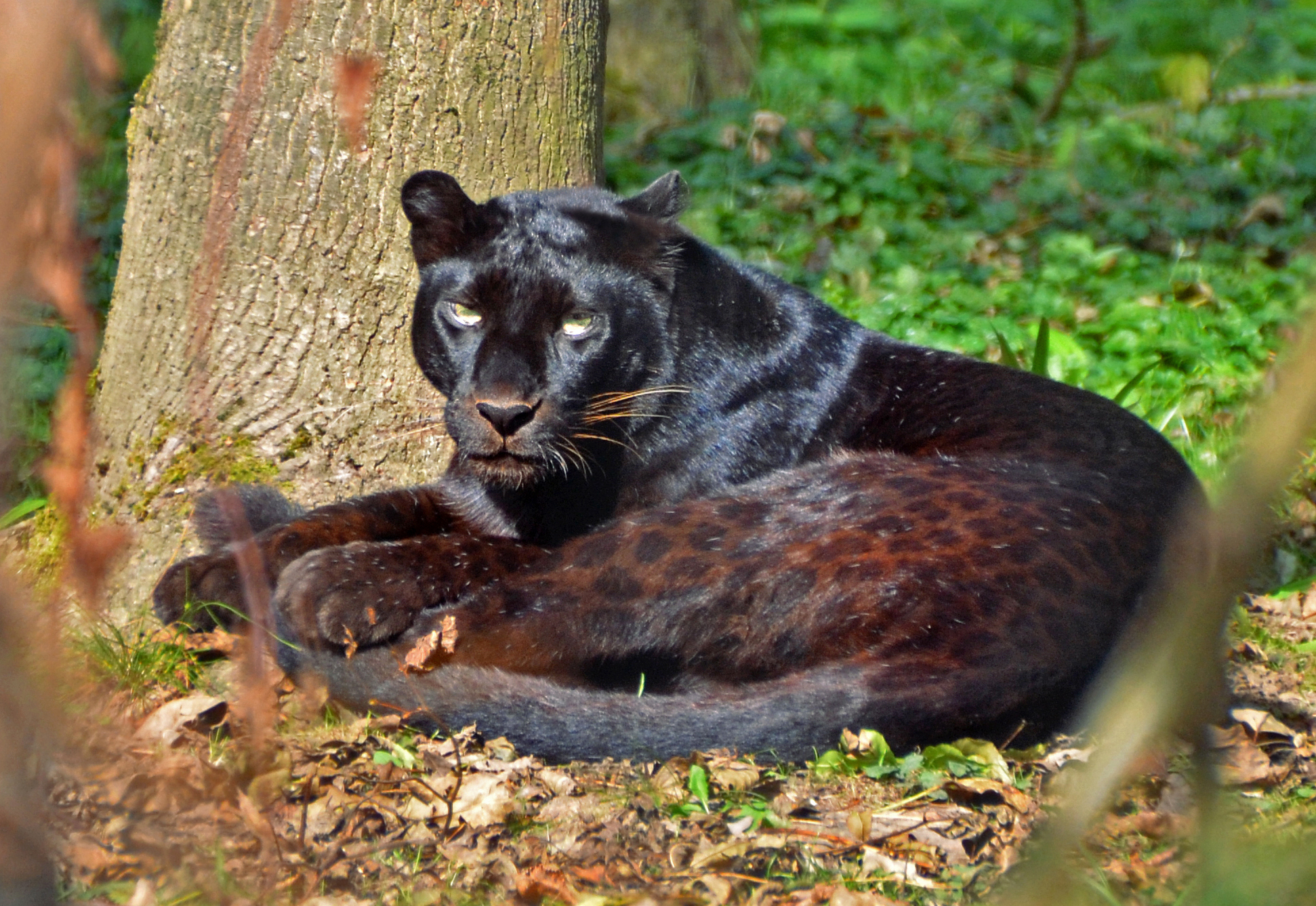
Il leopardo nero è a torto considerato più aggressivo di quello maculato; in realtà il colore scuro probabilmente intimidisce maggiormente.

Il leopardo nero, noto comunemente come «pantera nera», presenta una variazione di colore dovuta a una mutazione genetica chiamata melanismo: il mantello conserva le sue macchie, ma esse sono visibili solo da certe angolazioni di luce. Questa mutazione, che non è propria di un'unica sottospecie, è più frequente nelle foreste umide e fitte del Bengala e di Giava, ove la colorazione costituisce un camuffamento efficace.

Il manto del leopardo varia tanto in forma, lunghezza del pelo, che nel colore.
Leopardo nero
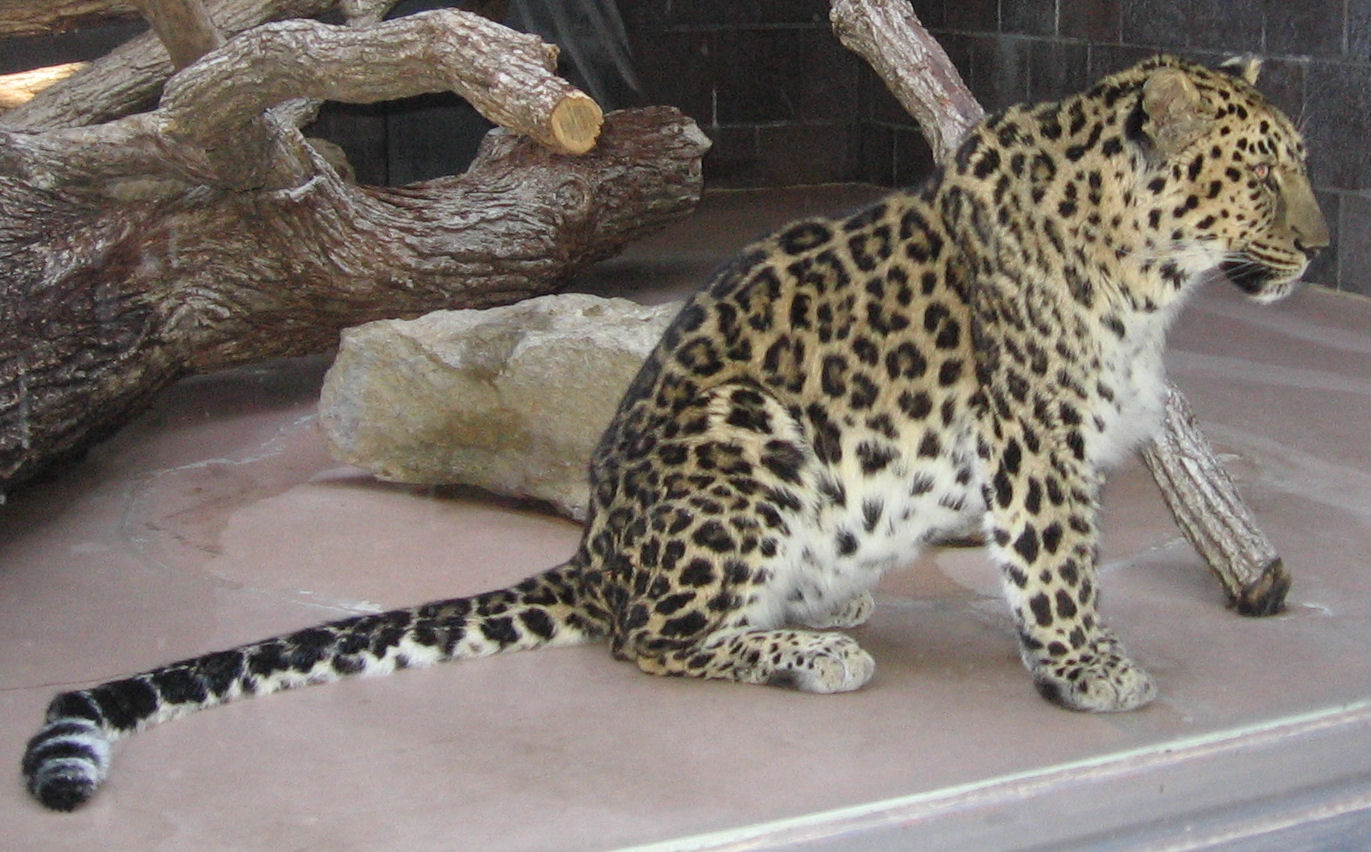
Grandi rosette su fondo fulvo (qui un leopardo dell'Amur)
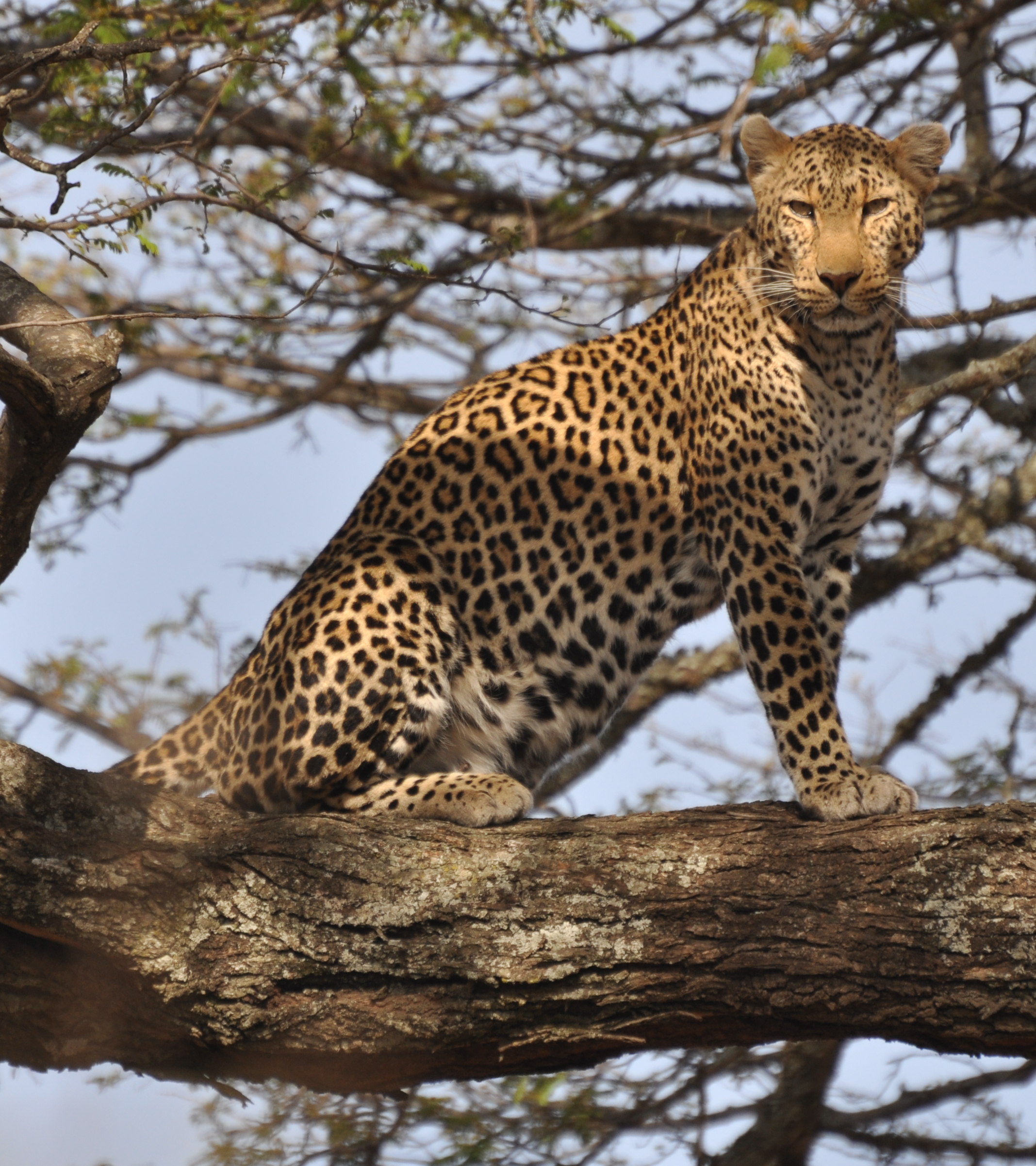
Piccole rosette su fondo beige chiaro (qui un leopardo africano)
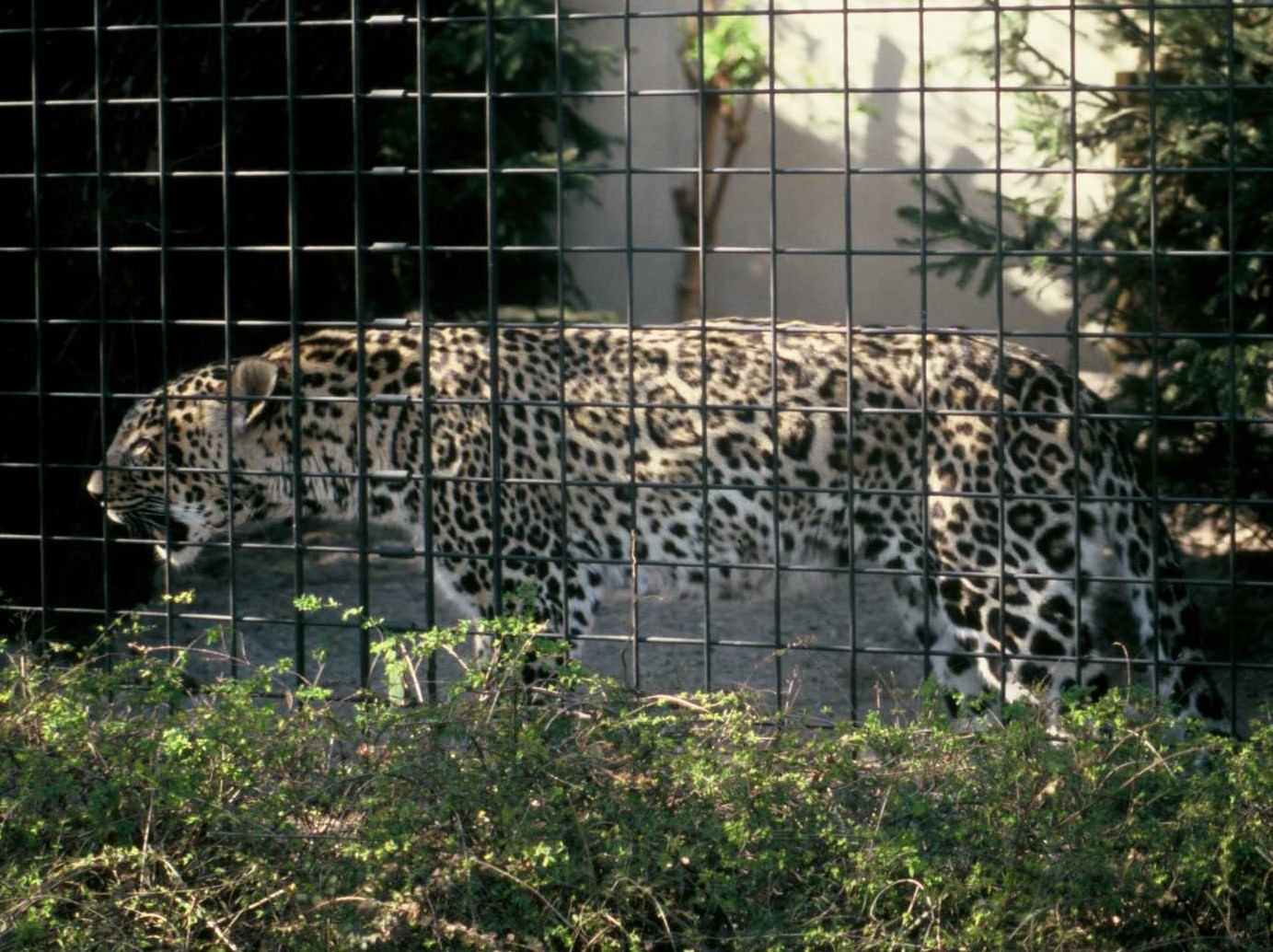
Disposizione delle rosette atipica (qui un leopardo persiano)
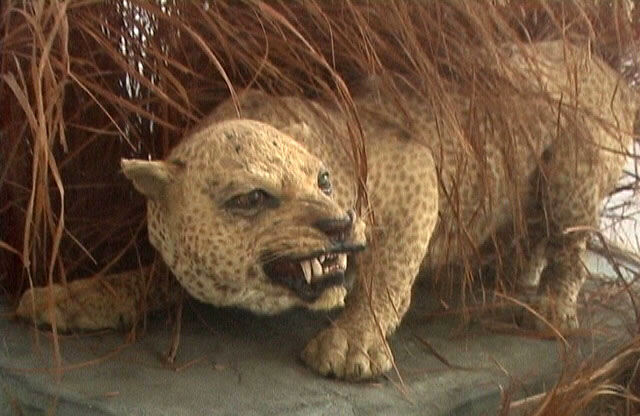
Disposizione di piccole rosette frequente su fondo pallido (qui un leopardo di Zanzibar)

### Prestazioni fisiche

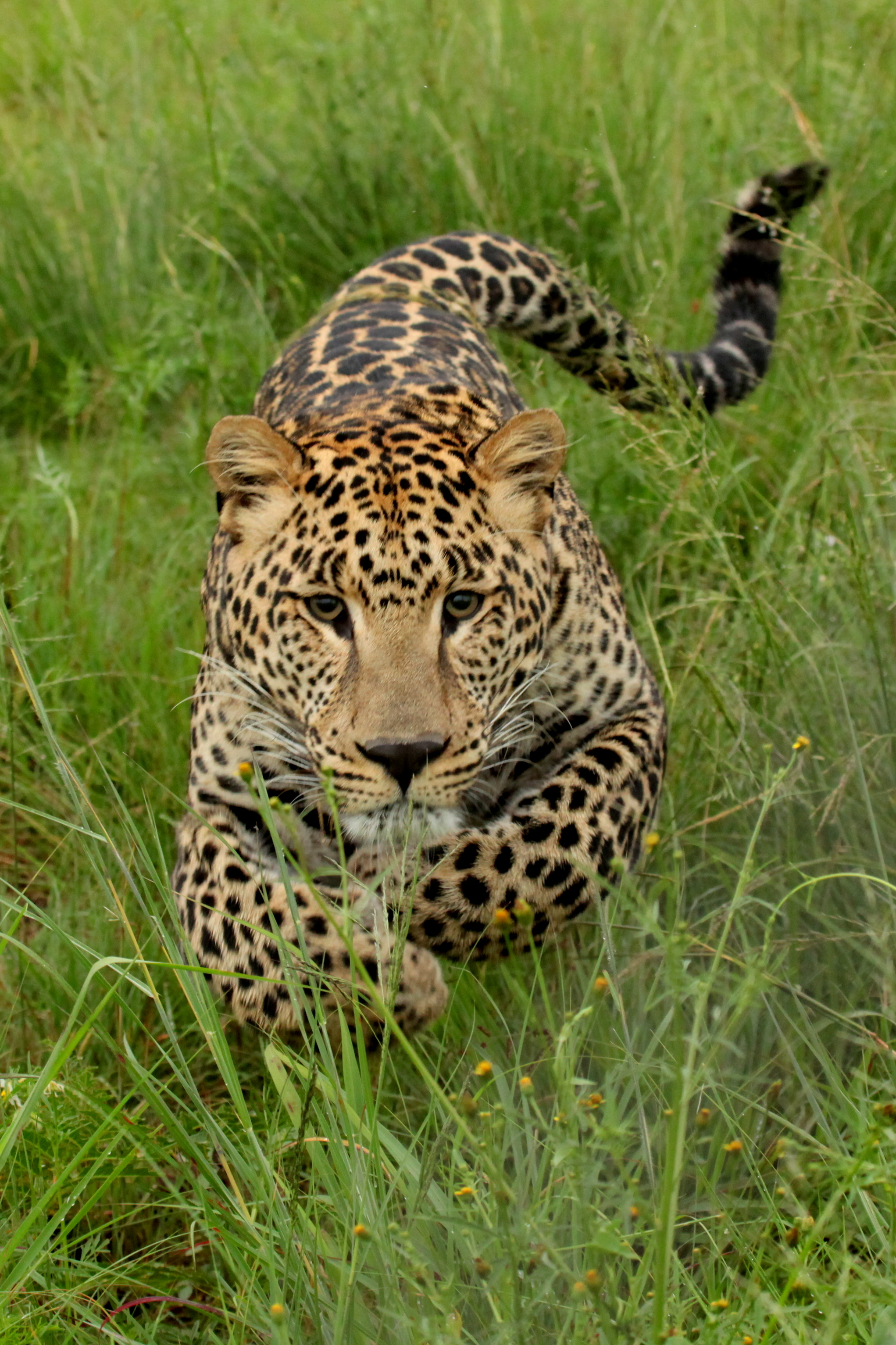
Leopardo alla carica, Gauteng, Sudafrica.

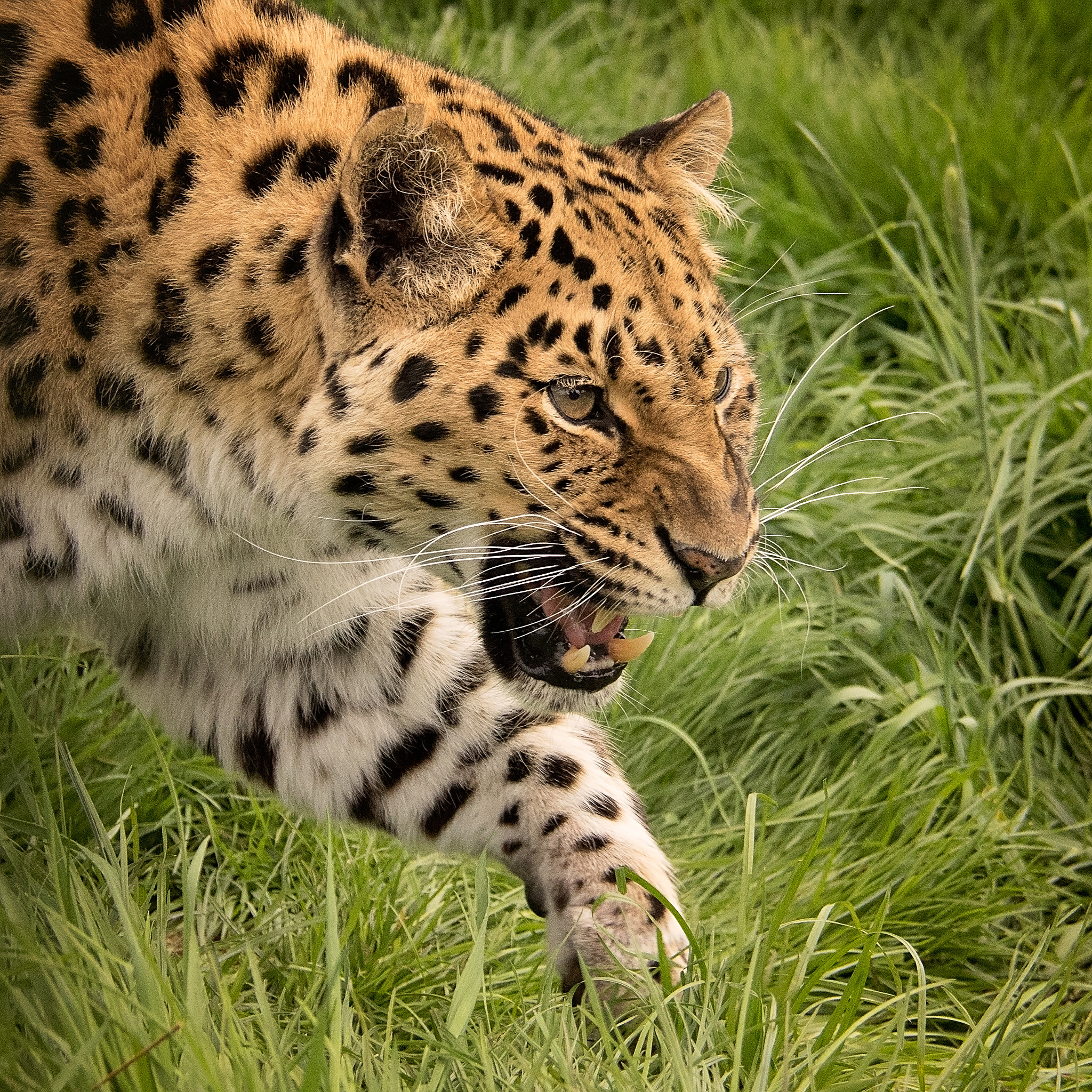
Un leopardo mostra la sua impressionante dentatura mentre ruggisce. Le fauci di questo felide, capaci di esercitare una pressione di 310 psi (pari a circa 140 kg), sono superate in termini di forza bruta, tra le specie dei Felidi, da quelle del giaguaro, della tigre, del leone e del puma, ma eccellono per capacità di presa essendo il leopardo in grado di trascinare sugli alberi prede pesanti il doppio di lui, trattenedole solo con le mascelle.

Durante uno scatto, la velocità di un leopardo può raggiungere i 65 km/h. Eccellente arrampicatore, questo felide solleva prede molto più pesanti di lui, come la carcassa di un piccolo di giraffa che può raggiungere i 150 kg di peso, fino all'altezza di 6 m.. È l'unico grande felide in grado di scendere lungo il tronco degli alberi a testa in giù, col muso rivolto verso il basso. Condivide questa abilità con solo altri due (piccoli) felidi: il margay e il leopardo nebuloso. Il leopardo è in grado di effettuare da fermo salti di sei metri di lunghezza e tre metri di altezza. È anche un abile nuotatore, seppur non ami l'acqua, e può percorrere diverse centinaia di metri a nuoto.

### Confusione con altri felidi
Il leopardo può essere confuso con il giaguaro (Panthera onca), felide che vive in America. La testa del leopardo, è più piccola, e la coda più lunga; l'aspetto generale è meno tozzo di quello del giaguaro. Anche il ghepardo (Acinonyx jubatus) viene confuso dal grande pubblico con il leopardo. Più piccolo di quest'ultimo, il ghepardo ha inoltre una costituzione più slanciata; il manto non presenta rosette, ma soltanto delle macchie nere solide. La faccia del ghepardo, più corta e rotonda, è inoltre marcata da «lacrime» caratteristiche, che il leopardo non possiede.
A causa del loro mantello più chiaro, i leopardi dell'Asia centrale e dell'Iran vengono a volte confusi con l'irbis (chiamato anche pantera delle nevi o leopardo delle nevi) (Panthera uncia).

Tre felidi possono essere confusi con il leopardo
Giaguaro (Panthera onca).
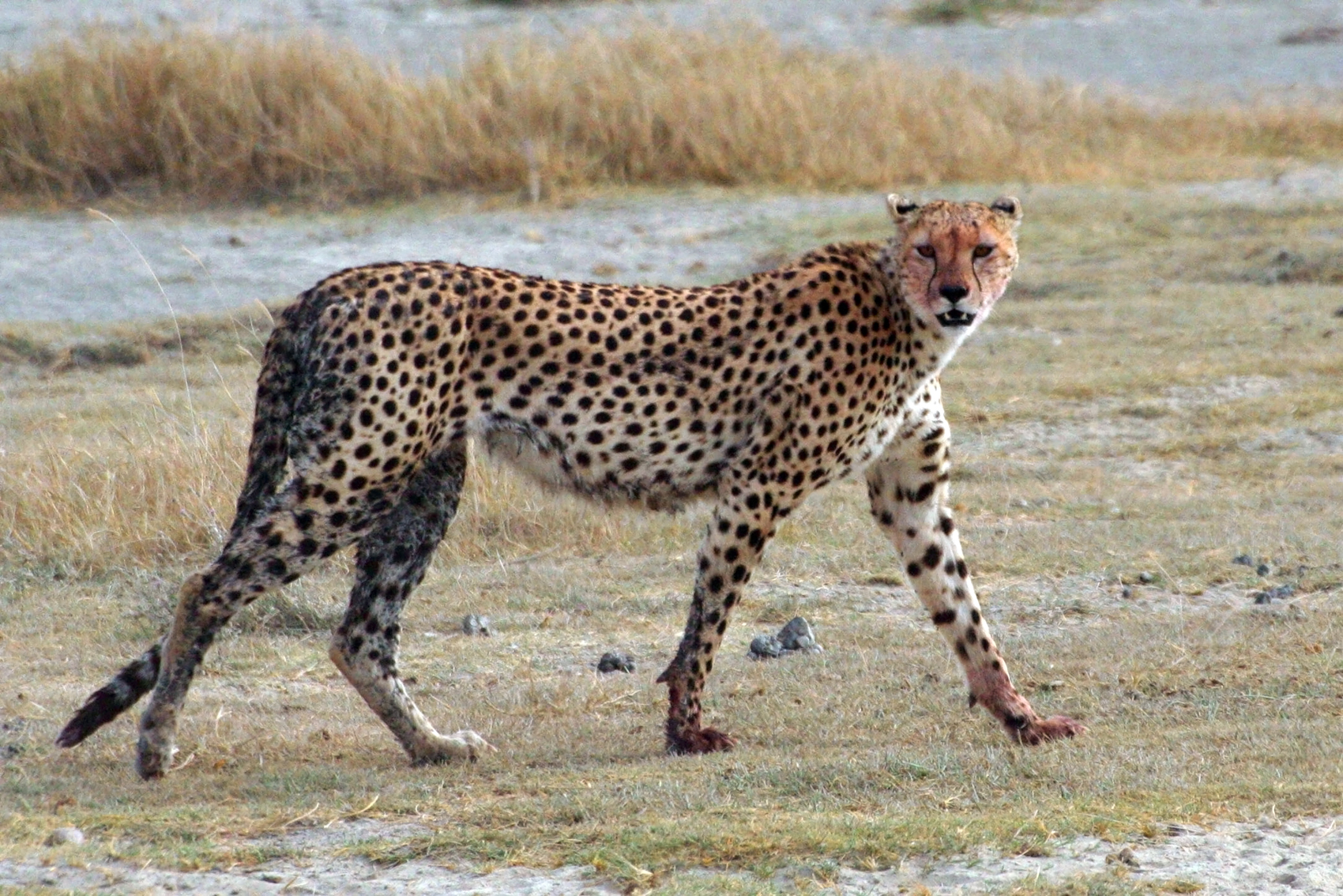
Ghepardo (Acinonyx jubatus).
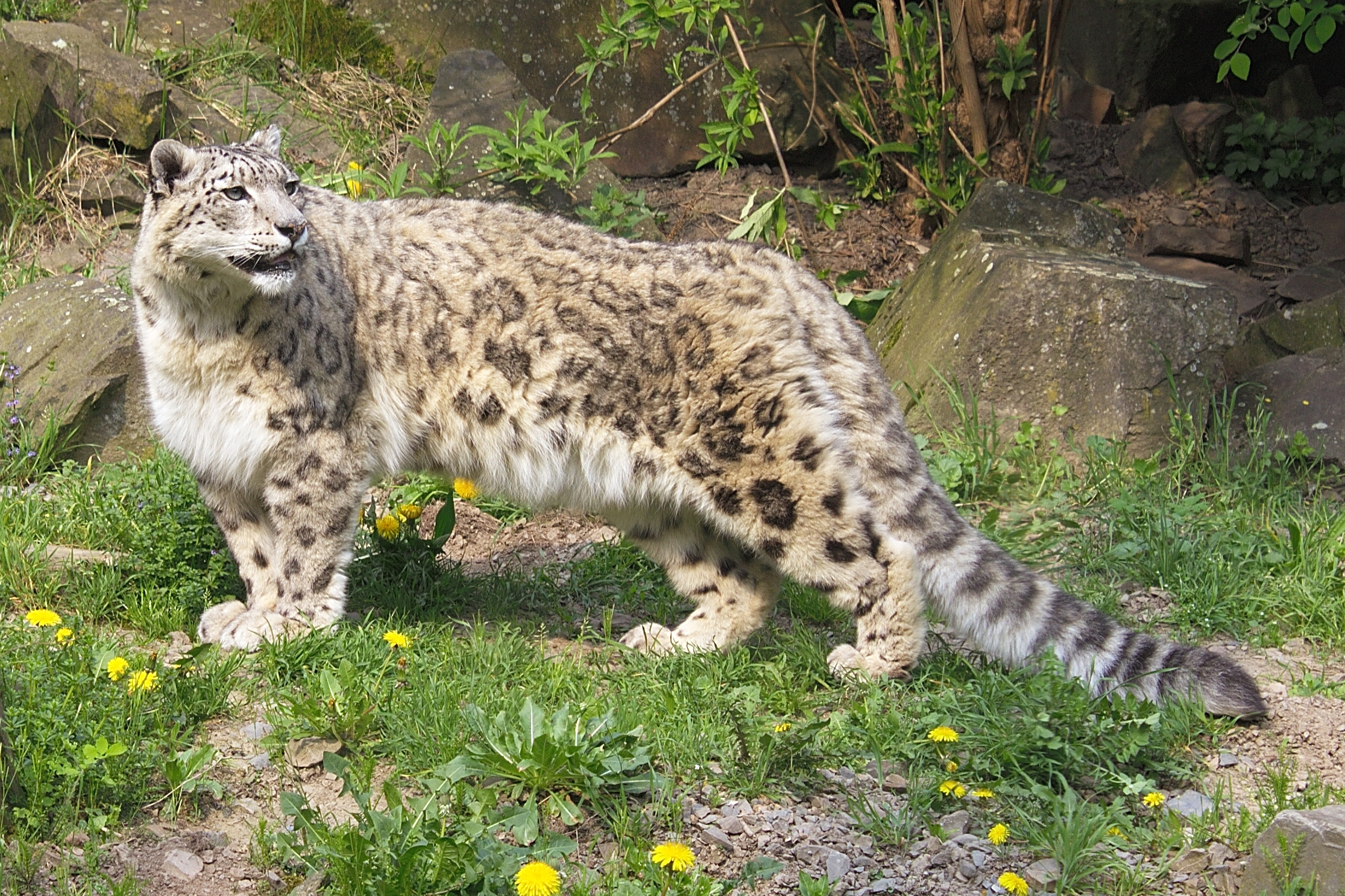
Leopardo delle nevi (Panthera uncia).

## Evoluzione della specie e sottospecie

### Filogenesi
La linea evolutiva dei panterini, i Pantherinae, si separò dall'antenato comune dei Felidi circa 10,8 milioni di anni fa, e circa 6,4 milioni di anni fa avvenne la separazione tra la linea evolutiva delle pantere nebulose, Neofelis, e quella dei Panthera. Il più antico antenato comune alle specie di Panthera di cui abbiamo a disposizione i fossili è Panthera palaeosinensis, che visse tra la fine del Pliocene e l'inizio del Pleistocene.
Forme fossili di leopardo sono state scoperte in Europa meridionale, il c.d. "leopardo delle caverne".
|  | \| \| Panthera leo - Leone \| \| \| \| \| \| Panthera pardus - Leopardo \| \| \| \| |
|  |                                                                                     |
|  | Panthera onca - Giaguaro                                                            |
|  |                                                                                     |
|  | Panthera leo - Leone                                                                |
|  |                                                                                     |
|  | Panthera pardus - Leopardo                                                          |
|  |                                                                                     |

|  | Panthera leo - Leone       |
|  |                            |
|  | Panthera pardus - Leopardo |
|  |                            |

|  | Panthera tigris - Tigre                      |
|  |                                              |
|  | Panthera uncia - Leopardo delle nevi o irbis |
|  |                                              |

|  | \| \| Panthera leo - Leone \| \| \| \| \| \| Panthera pardus - Leopardo \| \| \| \| |
|  |                                                                                     |
|  | Panthera onca - Giaguaro                                                            |
|  |                                                                                     |
|  | Panthera leo - Leone                                                                |
|  |                                                                                     |
|  | Panthera pardus - Leopardo                                                          |
|  |                                                                                     |

|  | Panthera leo - Leone       |
|  |                            |
|  | Panthera pardus - Leopardo |
|  |                            |

|  | Panthera tigris - Tigre                      |
|  |                                              |
|  | Panthera uncia - Leopardo delle nevi o irbis |
|  |                                              |

## Sottospecie

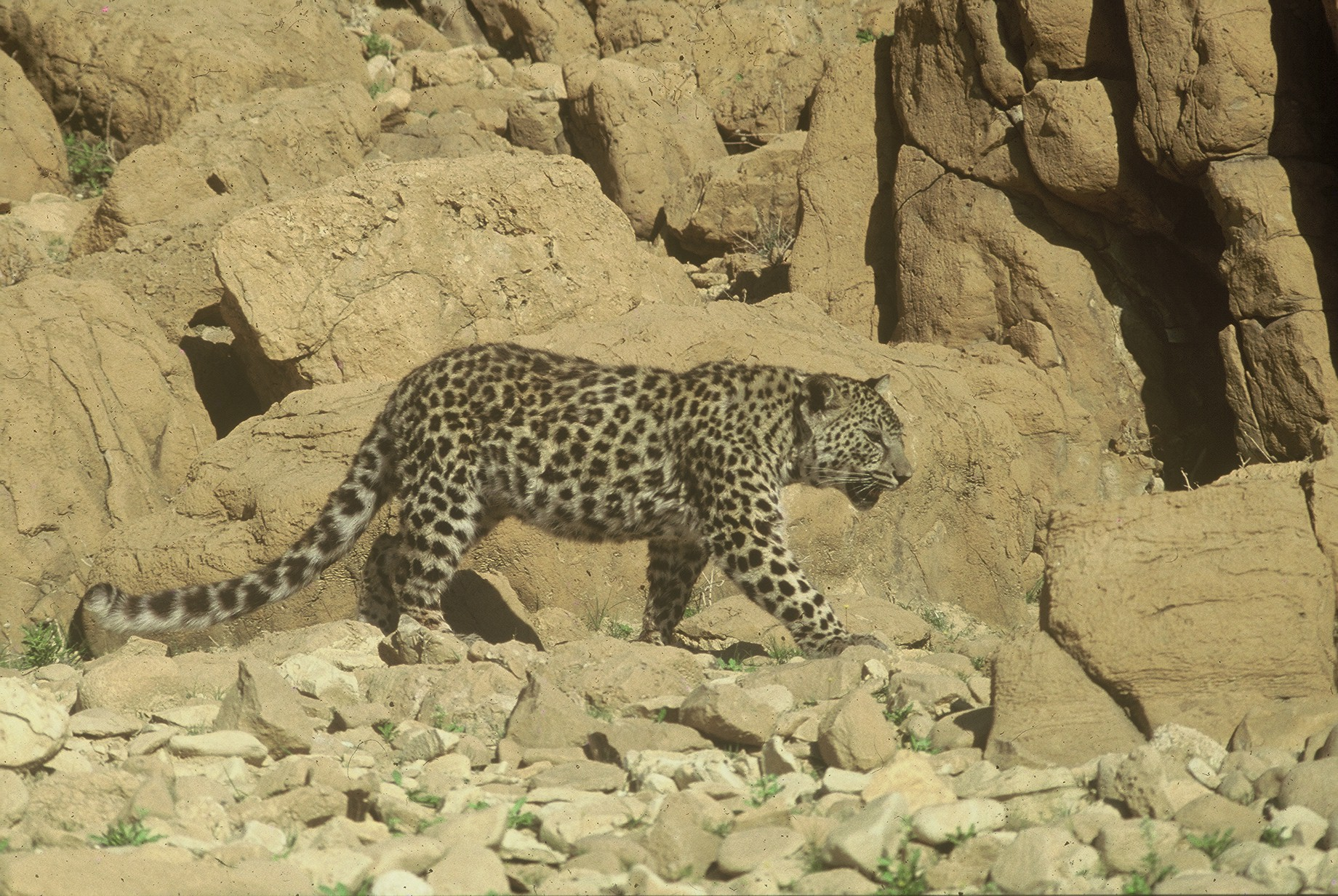
Leopardo d'Arabia fotografato in Israele nel 1985.

L'estrema variabilità del manto portò in passato alla creazione di un gran numero di sottospecie in base alla forma o alla colorazione delle macchie. La forma melanica non costituisce una sottospecie, poiché nascono regolarmente cucciolate miste di leopardi neri e maculati. Ventisette sottospecie di leopardo (Panthera pardus) venivano comunemente riconosciute prima che il biologo singalese Sriyanie Miththapala e i suoi collaboratori revisionassero la classificazione dei leopardi tramite lo studio diretto del DNA nel 1995.
Secondo l'Unione internazionale per la conservazione della natura esistono otto sottospecie di leopardo:
| Sottospecie                                     | Autorità                     | Descrizione | Distribuzione | Sinonimi | Note tassonomiche |
| ----------------------------------------------- | ---------------------------- | --- | --- | --- | --- |
| Leopardo africano Panthera pardus pardus        | Linnaeus, 1758               | La sottospecie più grande, mostra una grande variazione nel colore del mantello, a seconda della posizione e dell'habitat. Il colore del mantello varia dal giallo pallido all'oro intenso o fulvo, e talvolta nero, ed è decorato con rosette nere mentre la testa, gli arti inferiori e il ventre sono macchiati di nero pieno. I leopardi che abitano le montagne delle Province del Capo sembrano più piccoli e meno pesanti dei leopardi più a nord. Si dice che anche i leopardi in Somalia ed Etiopia siano più piccoli. | I leopardi africani abitavano una vasta gamma di habitat all'interno dell'Africa subsahariana, dalle foreste montuose alle praterie e alle savane, escludendo solo il deserto estremamente sabbioso. Si trova in Angola, Botswana, Camerun, Ciad, Guinea, Costa d'Avorio, Djibouti Tanzania, Kenya, Guyana francese, Guinea Equatoriale, Eritrea, Eswatini, Egitto, Etiopia, Gabon, Niger, Nigeria, Sierra Leone, Senegal, Mozambico, Sudan, Uganda, Zimbabwe, Zambia, Liberia, Burundi, Ruanda, Mali, Congo e Repubblica Democratica del Congo. | P. p. panthera (Schreber, 1777), P. p. leopardus (Schreber, 1777), P. p. melanotica (Günther, 1885), P. p. suahelicus (Neumann, 1900), P. p. nanopardus (Thomas, 1904), P. p. ruwenzorii (Camerano, 1906) P. p. chui (Heller, 1913), P. p. reichenowi (Cabrera, 1918), P. p. antinorii (de Beaux, 1923), P. p. ituriensis (Allen, 1924), P. p. adusta Pocock, 1927, P. p. shortridgei Pocock, 1932, P. p. brockmani Pocock, 1932, P. p. puella (Pocock, 1932), P. p. jarvisi Pocock, 1932, P. p. adersi Pocock, 1932 | I risultati delle analisi genetiche indicano che tutte le popolazioni di leopardi africani sono generalmente strettamente imparentate e rappresentano solo una sottospecie, ovvero P. p. pardus. Tuttavia, i risultati di un'analisi della varianza molecolare e dell'indice di fissazione a coppie di esemplari del museo del leopardo africano mostrano differenze nel locus ND-5 che copre cinque aplogruppi principali, vale a dire nell'Africa centro-meridionale, Africa meridionale, Africa occidentale, costiere dell'Africa centro-occidentale e dell'Africa centro-orientale. In alcuni casi, gli indici di fissazione hanno mostrato una diversità maggiore rispetto ai leopardi arabi e persiani in Asia.                                                                              |
| Leopardo indiano Panthera pardus fusca          | Meyer, 1794                  | Sottospecie grande, con mantello macchiato e rosettato su fondo da giallo pallido a bruno-giallastro o dorato, ad eccezione delle forme melaniche; le macchie sfumano verso il ventre bianco e l'interno e la parte inferiore delle gambe. Le rosette sono più prominenti sul dorso, sui fianchi e sui quarti posteriori. Il motivo delle rosette è unico per ogni individuo. Le rosette sono più grandi in altre sottospecie di leopardo in Asia. Il colore della pelliccia tende ad essere più pallido e crema negli habitat aridi, più grigio nei climi più freddi e di una tonalità dorata più scura negli habitat della foresta pluviale. | Abita foreste pluviali tropicali, foreste decidue secche, foreste temperate e foreste di conifere settentrionali, ma non si trova nelle foreste di mangrovie dei Sundarbans. È diffuso nel Subcontinente Indiano, nel Tibet e nell'Himalaya. Si trova in India, Nepal, Pakistan, Bhutan, Bangladesh e Myanmar | P. p. pernigra (Hodgson, 1863), P. p. millardi (Pocock, 1930) | Poiché le popolazioni di leopardi in Nepal, Sikkim e Kashmir non sono geograficamente isolate dalle popolazioni di leopardi nel subcontinente indiano, sono state incluse in P. p. fusca nel 1996. |
| Leopardo dello Sri Lanka Panthera pardus kotiya | Deraniyagala, 1956           | Sottospecie molto grande, ha un mantello fulvo o giallo ruggine con macchie scure e rosette ravvicinate, e raramente può presentare una forma melanica. Il leopardo dello Sri Lanka si è probabilmente evoluto per diventare una sottospecie di leopardo piuttosto grande, perché è il predatore all'apice nel paese. | Sri Lanka, nelle colline centrali dello, in macchie di foresta, piantagioni di tè , praterie, giardini domestici e piantagioni di pini ed eucalipti. | | Fu descritto per la prima volta nel 1956 dallo zoologo dello Sri Lanka Paules Edward Pieris Deraniyagala. |
| Leopardo persiano Panthera pardus tulliana      | Valenciennes, 1856           | Sottospecie di dimensioni medie, ha una pelliccia grigiastra, leggermente rossastra con grandi rosette sui fianchi e sul dorso, più piccole sulle spalle e sulla parte superiore delle gambe e macchie sulla testa e sul collo. Varia nella colorazione; in Iran si verificano individui sia pallidi che scuri. | Si trova pendii rocciosi, steppe montuose e radi foreste di ginepri. Evita le aree con innevamento di lunga durata e le aree vicine allo sviluppo urbano. Si ritiene che il suo habitat preferito siano le aree boschive sparse, seguite da aree rocciose, aree agricole e di pascolo e zone ripariali. È diffuso nel Caucaso, nei Monti del Ponto e nella regione del Mar Nero. Il suo areale comprende Iran, Iraq, Turchia, Armenia, Azerbaigian, Georgia, Turkmenistan, Afghanistan e forse anche in Pakistan                                 | P. p. ciscaucasica (Satunin, 1914), P. p. saxicolor Pocock, 1927, P. p. sindica Pocock, 1930, P. p. dathei Zukowsky, 1964 | Nel XIX e XX secolo, il leopardo anatolico era considerato una sottospecie di leopardo distinta che si trovava solo nella Turchia occidentale. Gli esemplari di leopardo disponibili nelle collezioni dei musei zoologici non differiscono in modo significativo nelle dimensioni e nelle forme dei teschi. Pertanto, i nomi sottospecifici tulliana, ciscaucasica e saxicolor sono attualmente considerati sinonimi. Un'analisi di campioni di leopardi provenienti dall'Afghanistan ha rivelato che appartengono a P. p. saxicolor, ma intergrado con il leopardo indiano (P. p. fusca) nell'Afghanistan orientale. Nel 2017, la popolazione del leopardo persiano è stata inclusa in P. p. tulliana, che è il nome più antico disponibile per la sottospecie di leopardo nell'Asia occidentale. |
| Leopardo di Giava Panthera pardus melas         | G. Cuvier, 1809              | Sottospecie di dimensioni medio-grandi, di colore generalmente marrone chiaro. | Si trova esclusivamente sull'isola di Giava, e abita altitudini dal livello del mare a 2.540 m (8.330 piedi) che vanno dalla fitta foresta pluviale tropicale alle foreste decidue secche. Al di fuori delle aree protette, è stato registrato in forestebsecondarie e foreste di produzione agricola tra il 2008 e il 2014. | | La ricerca morfologica indica che il leopardo di Giava è distinto dalle altre sottospecie di leopardo asiatico ed è un taxon distinto che si è separato da altre sottospecie di leopardo asiatico nel Pleistocene medio circa 800.000 anni fa. Nel Pleistocene medio, potrebbe essere migrato a Giava dall'Asia meridionale attraverso un ponte terrestre che aggirava Sumatra e il Borneo. |
| Leopardo indocinese Panthera pardus delacouri   | Pocock, 1930                 | Sottospecie di dimensioni medie, ha una pelliccia corta con un colore di fondo quasi rosso ruggine ma più pallido ai lati. | È presente nella Malaysia peninsulare e nel complesso forestale di Tenasserim settentrionale al confine tra Thailandia e Myanmar sono attualmente considerati roccaforti e la Cambogia orientale un sito prioritario. È diffuso nella Cina meridionale, in Thailandia, Myanmar, Cambogia e probabilmente nel Laos. | | Panthera pardus delacouri è stata descritta nel 1930 da Reginald Innes Pocock sulla base di una pelle di leopardo dell'Annam. |
| Leopardo arabo Panthera pardus nimr             | Hemprich and Ehrenberg, 1833 | È la sottospecie più piccola, ha una pelliccia che varia dal giallo pallido al dorato intenso, fulvo o grigio ed è modellata con rosette. | Vive negli altopiani montuosi e nelle steppe collinari, ma si sposta raramente in pianure aperte, desertiche o pianure costiere della penisola arabica. Predilige terreni ben coperti di vegetazione, difficili da raggiungere per l'uomo. Attualmente è distribuito in Arabia Saudita, Emirati Arabi Uniti, Oman, Yemen, Negev, Giordania, Repubblica islamica ed è probabilmente estinto nella Penisola del Sinai. | P. p. jarvisl Pocock, 1932 | Felis pardus nimr era il nome scientifico proposto da Wilhelm Hemprich e Christian Gottfried Ehrenberg nel 1830 per un leopardo dell'Arabia. [4] Panthera pardus jarvisi, proposto da Reginald Innes Pocock nel 1932, era basato su una pelle di leopardo della penisola del Sinai. All'inizio degli anni '90 è stata effettuata un'analisi filogeografica basata su campioni di tessuto di leopardi asiatici e africani. p.p. jarvisi è stato provvisoriamente raggruppato con il leopardo persiano, poiché non erano disponibili campioni di tessuto. I biologi molecolari hanno proposto provvisoriamente nel 2001 di raggruppare il leopardo del Sinai con P. p. nimr, poiché ancora una volta i campioni di tessuto non erano disponibili.                                                    |
| Leopardo dell'Amur Panthera pardus orientalis   | Schlegel, 1857               | Sottospecie di dimensioni medio-piccole, e possiede una folta pelliccia color crema pallido, ed è abbastanza morbida, con pelo lungo e fitto. Il mantello invernale varia dal giallo abbastanza chiaro al rosso-giallastro denso con una sfumatura dorata o giallo ruggine-rossastro. In estate, la pelliccia è più luminosa, con una colorazione più vivida. | Si adatta bene al clima freddo e alle abbondanti nevicate della regione. È stata registrata l'associazione del leopardo con le aree montuose e i pendii rocciosi esposti a sud senza neve in inverno. Attualmente è distribuito in una piccola gamma comprende piccole parti di Russia orientale e Cina settentrionale. È estinto nella Corea del Sud e possibilmente nella Corea del nord | P. p. japonensis (Gray, 1862) | Nel 2017, la Cat Classification Task Force del Cat Specialist Group ha sussunto P. p. japonensis a P. p. orientalis. I restanti sinonimi non sono considerati sottospecie valide. L'analisi filogenetica dei campioni di leopardo del Primorsky Krai e della Corea del Nord ha rivelato che non possono essere distinti. È considerato molto probabile che la metapopolazione del leopardo dell'Amur si sia frammentata meno di un secolo fa. L'analisi filogenetica di una vecchia pelle di leopardo della Corea del Sud ha rivelato che si trattava di un leopardo dell'Amur. Il genoma mitocondriale completo di un esemplare di leopardo maschio selvatico della provincia dello Shaanxi nella Cina centrale è stato amplificato ed è lungo 16.966 paia di basi.                               |

La sottospecie Panthera pardus saxicolor non viene citata in Mammal Species of the World e nel Sistema d'informazione tassonomica integrato. Il riconoscimento dei leopardi di Giava e d'Arabia è considerato come provvisorio dalla IUCN a causa del basso numero di campioni disponibili. Il modello a nove sottospecie spinge a includere le ulteriori sottospecie riconosciute in precedenza all'interno delle nuove; ad esempio il leopardo di Zanzibar (Panthera pardus adersi) viene oggi classificato come un leopardo africano (Panthera pardus pardus).
La sottospecie Panthera pardus tulliana, o leopardo d'Anatolia, veniva considerato scomparso da molto tempo. Tuttavia, l'uccisione di un leopardo avvenuta nel 2013 a Diyarbakır rinsalda la speranza di riscoprire in futuro esemplari sopravvissuti di questa sottospecie.
Anche il probabilmente estinto Leopardo del Sinai è considerato adesso un sinonimo della sottospecie del Leopardo arabo.

### Ibridazione

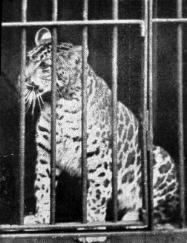
Pumapardo esibito al Tierpark Hagenbeck nel 1904, frutto dell'incrocio tra un puma e una femmina di leopardo indiano.

Casi di ibridazione tra il leopardo e altri felini sono ben documentati. L'incrocio tra una leonessa (Panthera leo) e un leopardo, chiamato leopone, è avvenuto molte volte in cattività: il caso meglio documentato è quello del Koshien Hanshin Park di Nishinomiya in Giappone negli anni '50. Sebbene leoni e leopardi entrino naturalmente in contatto nell'Africa sub-sahariana, non sono mai avvenuti incroci tra le due specie; il marozi è considerato dai criptozoologi come un incrocio naturale tra queste due specie.
Casi di incroci avvenuti in cattività con il giaguaro (Panthera onca), chiamati giagupardi o leguari, vengono ugualmente riportati, dal momento che il cariotipo delle due specie è quasi perfettamente identico. Le femmine sono fertili e il ligiagupardo, o leone maculato del Congo, è stato un celebre incrocio prodotto nel 1908 tra una femmina di giagupardo e un leone. Incroci avvenuti in cattività con le tigri (Panthera tigris) sono stati sporadicamente osservati. Dal momento che il presunto marozi viene considerato come il frutto del naturale incrocio leone-leopardo, l'ipotetico dogla sarebbe il frutto di un incrocio tigre/leopardo che sarebbe possibile, geograficamente parlando, incontrare in natura.
| Leone  | Tigre    | Giaguaro maschio | Leonessa | Tigre femmina | Giaguaro femmina |
| ------ | -------- | ---------------- | -------- | ------------- | ---------------- |
| Liardo | Tigrardo | Giagupardo       | Leopone  | Leotigre      | Leguaro          |

Il pumapardo è il frutto di un incrocio tra un leopardo e un puma (Puma concolor), felino che non appartiene allo stesso genere del leopardo. Incroci ripetuti sono stati effettuati da Carl Hagenbeck dello zoo di Amburgo agli inizi del XX secolo, in seguito alla nascita di due pumapardi a Chicago.

## Comportamento

### Territorialità
Per quanto riguarda l'habitat, il leopardo è una specie molto versatile. Tranne che ai deserti aperti e alle mangrovie, il felino si adatta a foreste sempreverdi, savane, boschi, colline rocciose, paludi, coste marine e montagne. Una carcassa di leopardo è stata trovata a 5700 metri di altitudine sul Kilimangiaro in Tanzania.

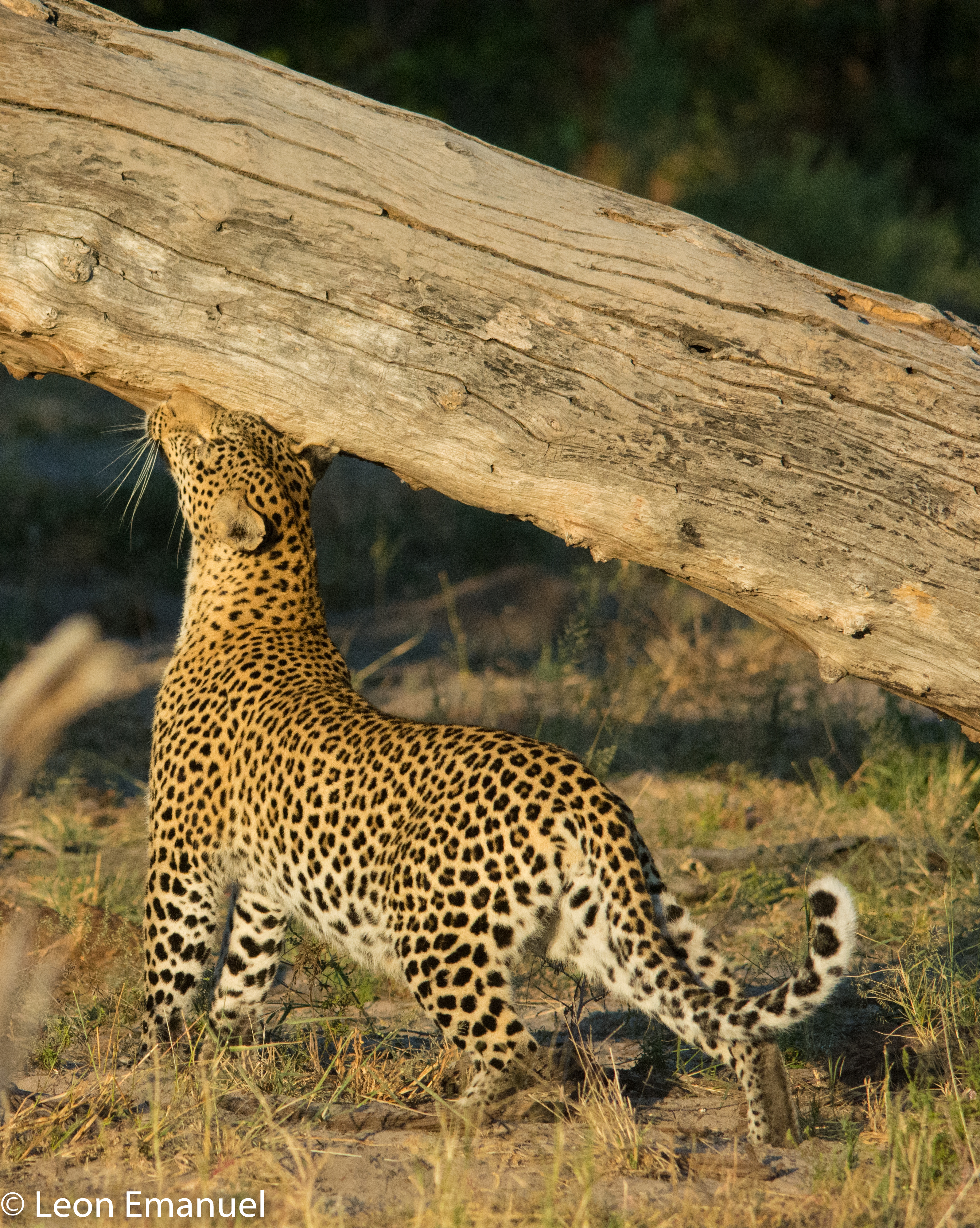
Un leopardo marca il suo territorio nel delta dell'Okavango, in Botswana

Le dimensioni del territorio del leopardo variano a seconda dell'habitat. Nella savana, nelle zone dove le prede sono abbondanti, il territorio misura da 30 a 78 km² per i maschi e da 16 a 38 km² per le femmine. Nelle regioni montuose, il territorio può estendersi fino a 400 km². In Thailandia, i leopardi occupano un territorio di 27–37 km², mentre in Russia il territorio può raggiungere i 300 km². Il territorio del maschio si sovrappone a quello di una o più femmine. La marcatura del territorio viene effettuata graffiando gli alberi, o spruzzando urina su cespugli e rocce.
La densità di popolazione varia notevolmente da regione a regione. Essa viene stimata a 6 individui ogni 100 km² nella foresta di Taï in Costa d'Avorio, a 8-12 individui nella foresta dell'Ituri nella Repubblica Democratica del Congo, a 3,5 individui nel parco nazionale Kruger in Sudafrica (ma tale numero sale a 30 individui nelle zone ricche di corsi d'acqua). Tra i parchi nazionali che ospitano buone popolazioni di leopardo figurano quelli di Amboseli, Nairobi, Serengeti, Hwange, Sud-Luangwa e Kruger.

### Caccia e alimentazione

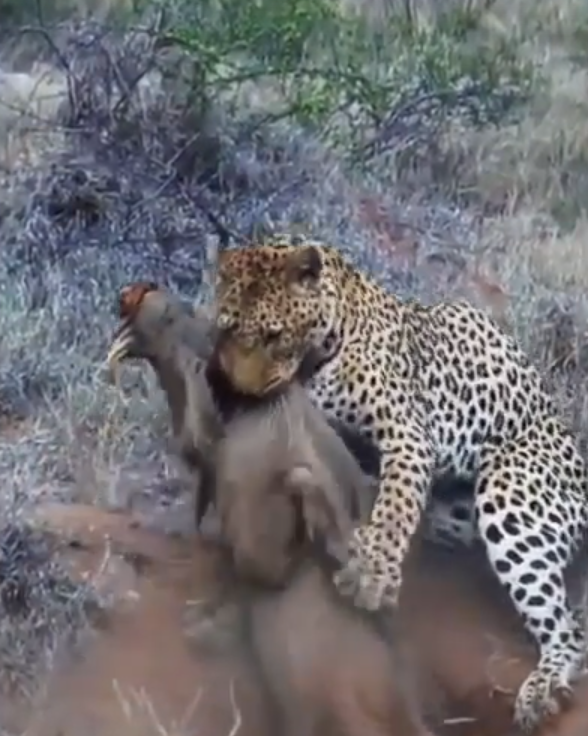
Trascinando un facocero dalla sua tana

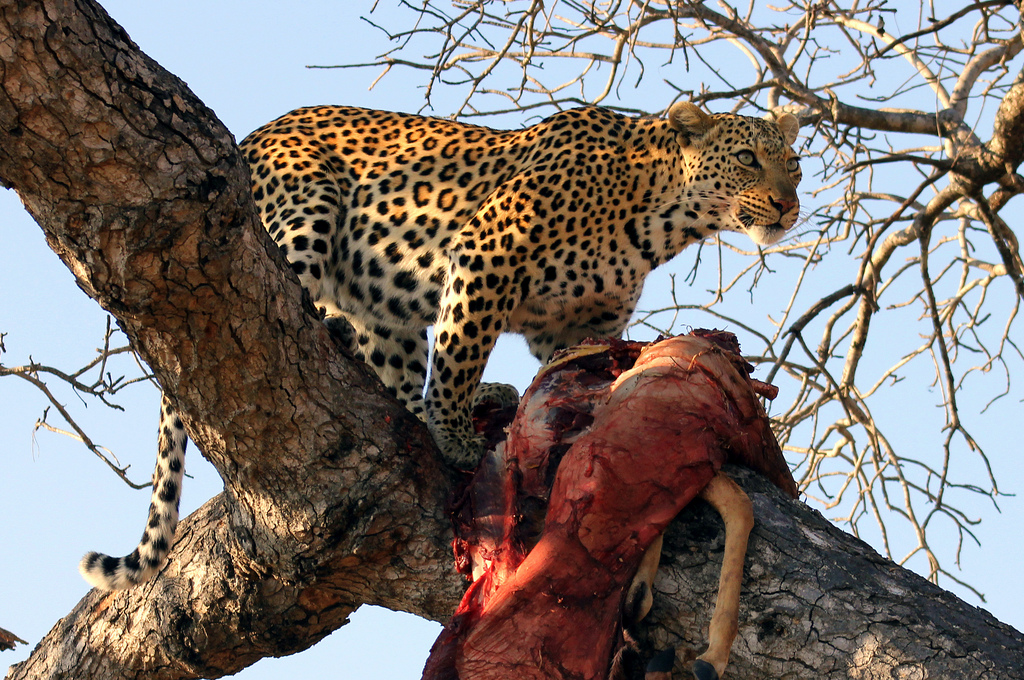
Leopardo e la sua preda issata su un albero in Sudafrica.

Il leopardo è un predatore generalmente crepuscolare che trascorre il giorno riposando all'ombra e va a caccia di notte. Nelle foreste pluviali, può cacciare durante il giorno se non vi è alcuna fonte di disturbo nelle vicinanze. La preda viene individuata tramite la vista e l'udito. Il leopardo è un predatore furtivo che si avvicina alla preda strisciandole incontro prima di saltarle addosso e ucciderla con un morso alla nuca o tramite strangolamento. Può anche sorprendere la preda saltandole addosso dalla cima di un albero. Nel caso la preda fugga via, il leopardo abbandona rapidamente l'inseguimento. Eccellente arrampicatore, il leopardo ha la particolarità di issare la sua preda su un albero, lontano da altri predatori. Può sollevare anche prede molto più pesanti di lui, come la carcassa di un piccolo di giraffa, che può raggiungere i 150 kg di peso, fino a 6 m di altezza.
Un adulto consuma da 1,5 a 2,5 kg di carne al giorno. Nel caso la preda sia di grosse dimensioni, continua a mangiarla per diversi giorni. Per le scimmie, il leopardo ha sviluppato una tecnica di caccia particolare: finge di arrampicarsi su un albero, aspetta che la scimmia scenda al suolo e la cattura.
Predatore opportunista, è il felino con la dieta più variegata; si nutre di tutti gli animali di taglia medio-piccola che può catturare (scimmie, roditori, uccelli, insetti, lucertole, serpenti, anfibi, procavie, pesci), nonché di carogne. Le sue prede predilette in Africa sono la gazzella di Thomson (Eudorcas thomsonii), la gazzella di Grant (Nanger granti), l'impala (Aepyceros melampus), la cervicapra redunca (Redunca redunca), il tragelafo striato (Tragelaphus striatus), il cobo (Kobus ellipsiprymnus), il lichi (Kobus leche), gli gnu (Connochaetes), il damalisco (Damaliscus korrigum), l'alcelafo (Alcelaphus buselaphus), il facocero (Phacochoerus africanus), lo springbok (Antidorcas marsupialis), l'istrice (Hystrix cristata), varie specie di colobi e cercopitechi (Colobus e Cercopithecus), le antilopi di foresta, il potamocero (Potamochoerus larvatus), il potamochero (Potamochoerus porcus), i babbuini (Papio), e gli scimpanzé (Pan troglodytes). In Israele, si nutre di procavie delle rocce (Procavia capensis), di stambecchi (Capra nubiana) e di istrici e aggiunge cinghiali al suo menu in Iran. Prede principali sono il cervo pomellato (Axis axis), gli entelli (Semnopithecus), i cinghiali indiani (Sus scrofa cristatus) e le antilopi indiane (Antilope cervicapra) in India, Sri Lanka e Nepal, il muntjac (Muntiacus) nella penisola indocinese e il cervo dal ciuffo (Elaphodus cephalophus) e il mosco (Moschus) in Cina. Dovunque viva, la dieta del leopardo si compone anche di altri carnivori più piccoli, tra cui sciacalli, volpi, otocioni, cani procioni, linci, leopardi nebulosi, caracal, servali, gatti selvatici, gatti leopardo e altri piccoli felini, proteli, tassi, martore, tassi del miele e altri mustelidi, manguste, suricati, genette, civette, binturong e panda minori. Il peso medio della preda varia da 5 a 175 kg.

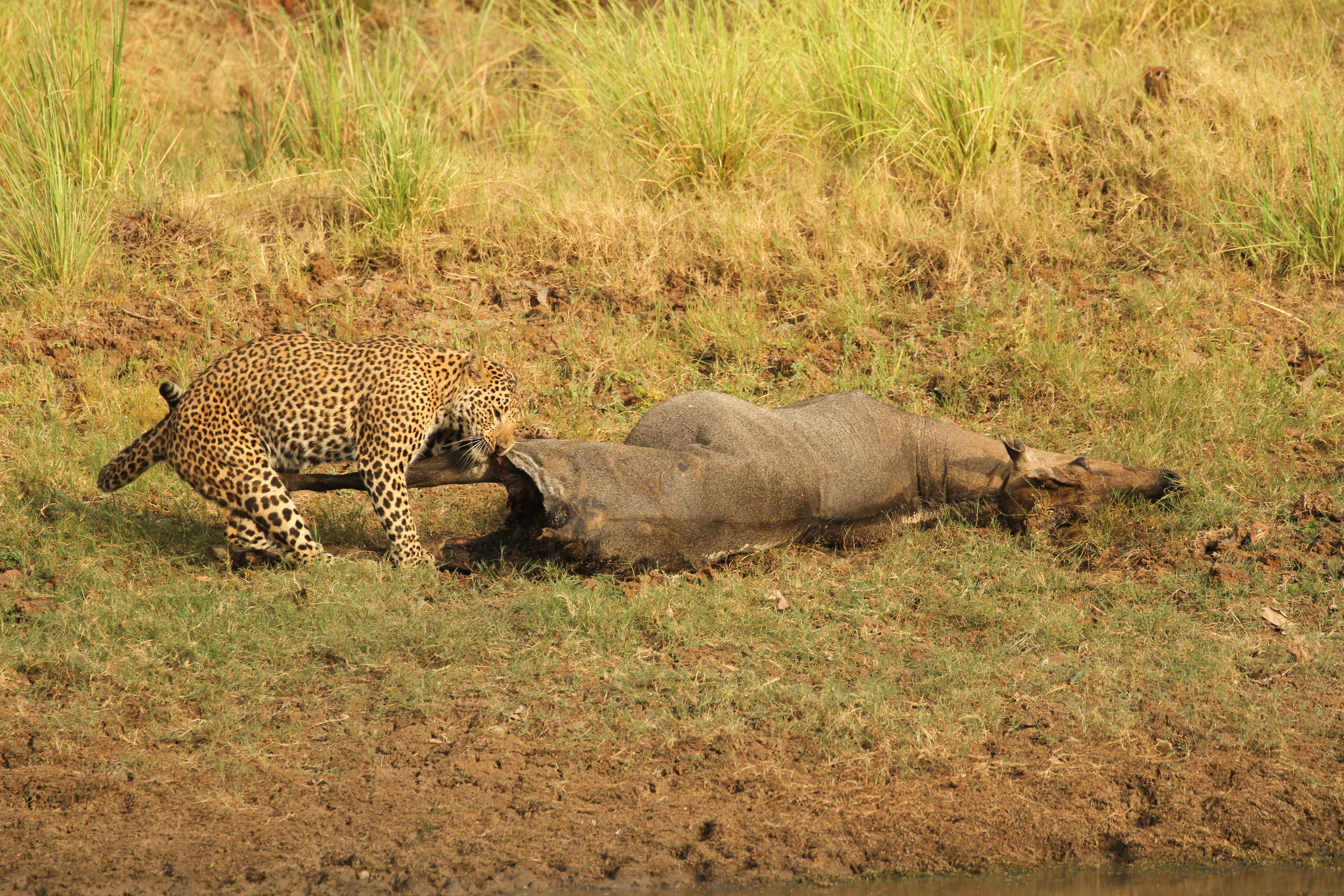
Un leopardo femmina dimostra tutta la sua forza trascinando un nilgau quattro volte più pesante di lei.

Il leopardo, tuttavia, è un felino molto forte, e potenzialmente in grado di uccidere animali molto più grandi di quelli sopra riportati; la preda più grande osservata essere abbattuta da un leopardo è stato un eland gigante di 900 kg, dieci volte più pesante del felino stesso. La selezione della preda è influenzata dalla presenza di altri grandi predatori: dove sono presenti in buon numero competitori come leoni, iene e tigri, il leopardo punta agli animali di taglia medio-piccola; laddove essi siano invece scarsi o assenti, tende a cacciare le specie più grandi del suo habitat, come zebre, orici, kudu, sambar, nilgau e gorilla.
Nelle aree urbane, il leopardo attacca cani, gatti e bestiame, e a volte anche bambini. Gli animali domestici e da fattoria costituiscono il 25% della sua alimentazione nelle aree urbane

### Leopardi mangiatori di uomini

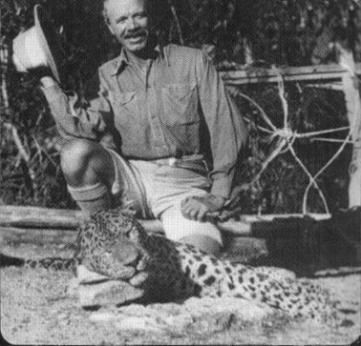
Jim Corbett davanti alla carcassa del leopardo di Rudraprayag.

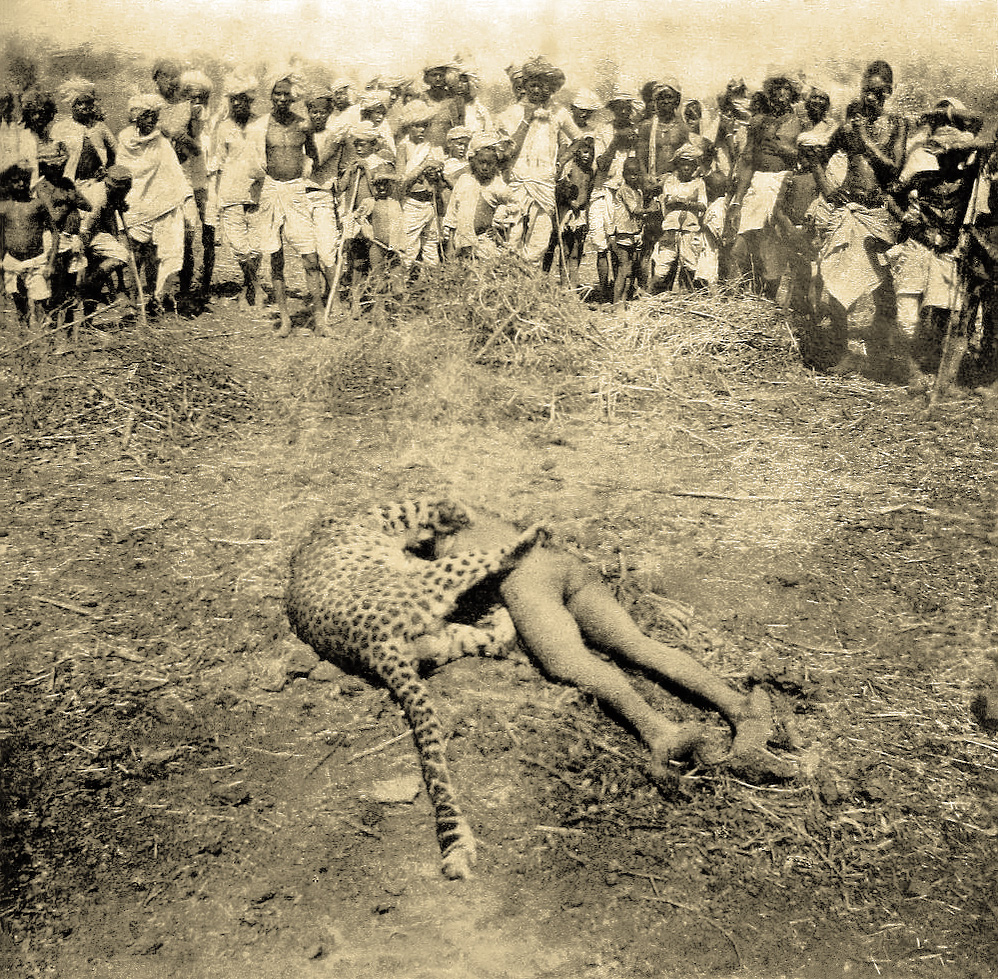
Il leopardo di Gusnore, che uccise una ventina di persone nel villaggio indiano di Somnapur, e che, come mostra la foto, venne abbattuto nel 1901 proprio sopra alla sua ultima preda, un bambino del villaggio.

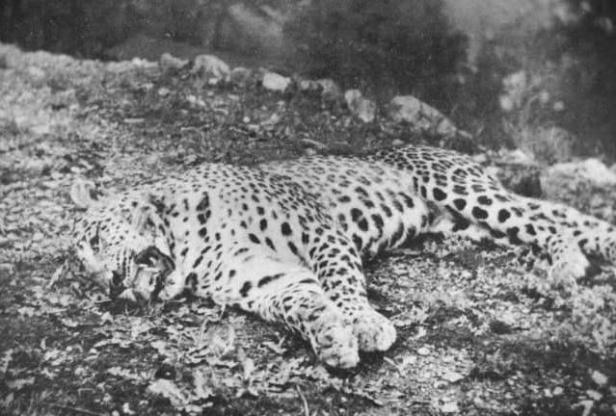
Il leopardo di Panar abbattuto da Jim Corbett nel 1910.

Nonostante abbiano una reputazione migliore rispetto a leoni e tigri, sono i leopardi i grandi felini che più spesso presentano esemplari antropofagi, cioè specializzati nella cattura di esseri umani. I casi di antropofagia nei leopardi sono più frequenti in Asia che in Africa e, sebbene siano avvenuti in diversi paesi (tra cui lo Sri Lanka), è in India che sembrano trovare la maggiore concentrazione. Sono esistiti diversi esemplari che hanno provocato numerosi decessi; i più emblematici (limitandosi alla regione indiana) sono:
- Il leopardo di Panar: un maschio responsabile di circa 400 morti nella regione di Panar, nel distretto di Almora, in India settentrionale. Della sua esistenza venne a sapere il famoso cacciatore inglese Jim Corbett nel 1907, mentre dava la caccia alla tigre di Champawat, e dopo tre anni, nel 1910, uccise il felino mangiauomini. Quello di Panar è il leopardo che ha fatto registrare il maggior numero di decessi provocati.[39]
- Il mangiauomini di Seoni: un maschio di leopardo che, tra il 1857 e il 1860, sbranò oltre 200 persone e 100 pecore nella regione di Seoni. Particolarmente abile, entrava nelle case e attraversava i campi per catturare le sue vittime nel sonno, arrivando ad uccidere 3 persone in una sola notte. L'animale riuscì a sfuggire alle catture di diversi cacciatori professionisti, tra cui Robert Sterndale e James Forsyth, e sorprendentemente venne abbattuto da un giovane schikari (cacciatore nativo) inesperto.[40] Intorno a questo felino nacque una leggenda, secondo cui un uomo di ritorno da un pellegrinaggio e imbattutosi in un leopardo, ingoiò una polvere magica che lo fece diventare a sua volta un leopardo, non prima di aver raccomandato alla moglie di consegnargli al suo ritorno a casa l'antidoto per farlo ritornare uomo; ma una volta scacciato l'intruso e tornato a casa, la moglie spaventata gettò a terra l'antidoto, e l'uomo dovette restare leopardo: furioso, uccise dapprima la moglie, e poi assetato di vendetta divenne il mangiauomini di Seoni.[41]
- Il leopardo delle Province Centrali: un leopardo maschio che uccise 150 persone nell'area delle Province Centrali dell'India britannica del XX secolo. Le vittime furono tutte donne e bambini. Il felino provocò un tale terrore nei villaggi dove operava che le persone raramente uscivano di casa disarmate. L'animale venne ucciso nel 1933 da Jim Corbett con l'aiuto di un allevatore locale, al quale il predatore aveva attaccato un gregge di capre. Il leopardo era relativamente giovane e non presentava ferite, segno che probabilmente aveva imparato a cacciare gli uomini da sua madre.[42]
- Il leopardo di Rudraprayag: probabilmente il più famoso caso di leopardo antropofago, l'animale aveva imparato a penetrare attraverso i tetti e a spezzare i catenacci e le serrature delle porte a zampate, uccidendo le persone all'interno delle loro abitazioni. Cominciò ad attaccare gli uomini nel 1918, dopo aver presumibilmente "assaggiato" la carne umana mangiando i cadaveri di persone morte in seguito alla famosa pandemia di influenza spagnola e abbandonate insepolte in massa nella giungla. Per otto anni il leopardo maschio seminò il terrore nella regione di Rudraprayag, nell'India settentrionale, fino a che non venne ucciso nel 1926 da Jim Corbett. Il felino aveva divorato più di 125 persone. Ancora oggi, esiste una targa dove Corbett abbatté il carnivoro e il cacciatore descrisse il suo anno di caccia al leopardo nel libro The Man-Eating Leopard of Rudraprayag.[43]
- Il "diavolo maculato" di Gummalapur: un leopardo che uccise 42 persone nei villaggi di Gummalapur e Devarabetta. La gente era talmente spaventata dal predatore da barricarsi in casa al calare della notte. Venne abbattuto dal cacciatore britannico Kenneth Anderson.[44]

Tra il 1876 e il 1886, dalle 194 alle 300 persone vennero uccise ogni anno dai leopardi in India. Tra il 1982 e il 1989, 170 persone sono morte in India in seguito all'attacco di un leopardo. Tra il 2001 e il 2006, nei pressi di Mumbai, si sono verificati 72 attacchi di leopardo alle persone, di cui 58 fatali. Ancora oggi, in tutta l'India, i leopardi uccidono mediamente una trentina di persone ogni anno. Sebbene la reputazione di mangiatore di uomini di questo animale sia più forte in Asia che in Africa, esistono casi di antropofagia anche in quest'ultimo continente.

### Vocalizzazioni

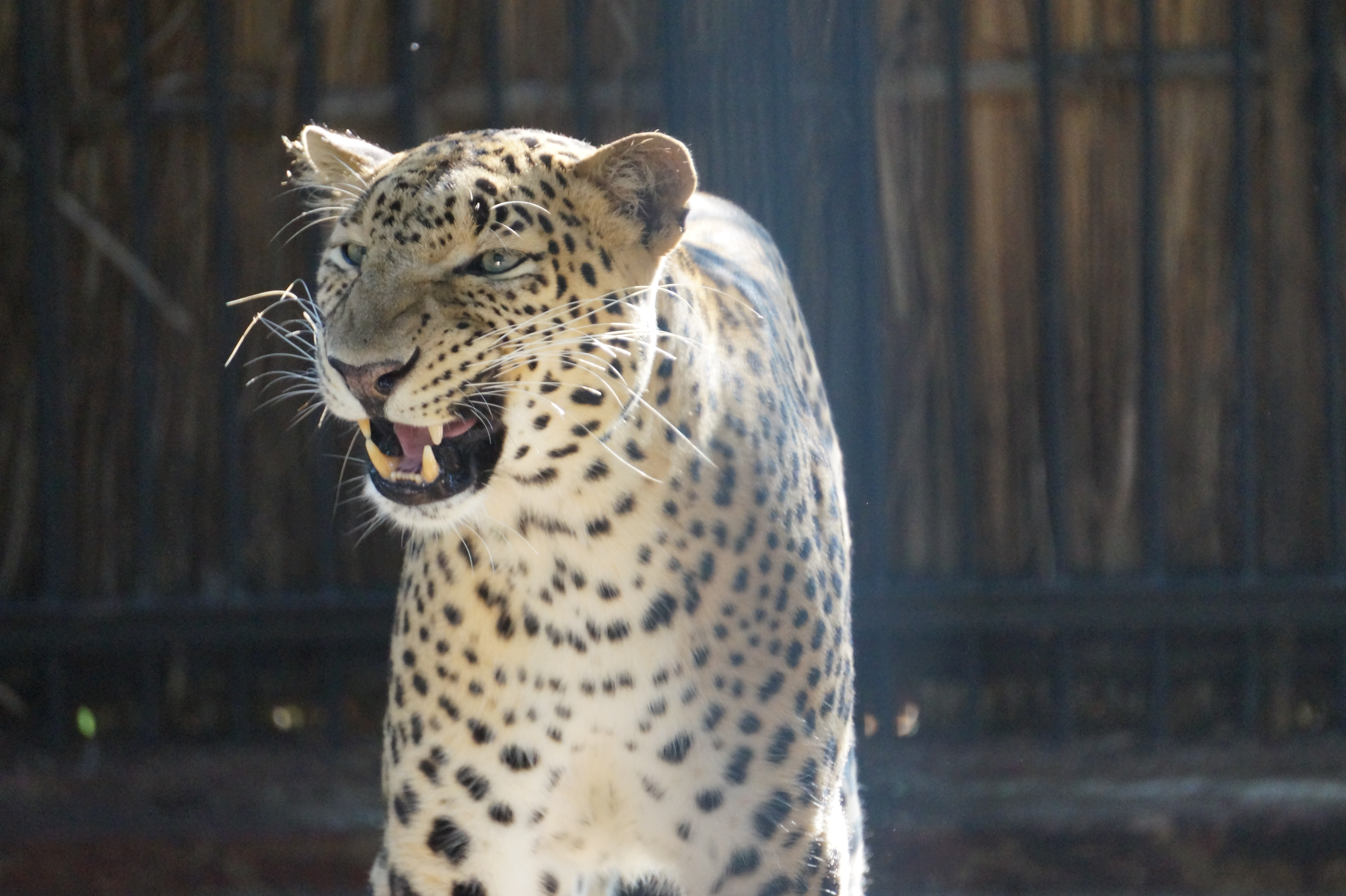
Un leopardo che ruggisce. Come per gli altri felini in grado di ruggire (tigri, leoni e giaguari), ciò è permesso dell'apparato ioideo, solo parzialmente ossificato. Nel caso del leopardo, il ruggito viene emesso per intimorire gli avversari.

La vocalizzazione più caratteristica è costituita da un grido che ricorda il suono di una sega, composto in media da una serie di una dozzina di richiami rauchi e striduli, emessi tanto durante l'inspirazione che durante l'espirazione. Questo richiamo può essere preceduto da uno o più ruggiti.
Il leopardo può anche emettere dei brevi richiami lamentosi e taglienti; può soffiare, ringhiare e ruggire quando è in collera o in pericolo. Tossisce quando carica. I giovani leopardi miagolano e cinguettano.

### Ciclo vitale

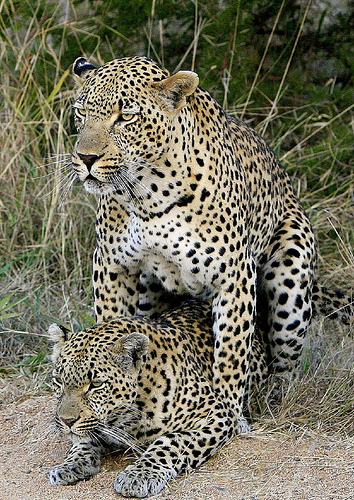
Come tutti i grandi felini, anche i leopardi si accoppiano svariate volte al giorno per qualche settimana.

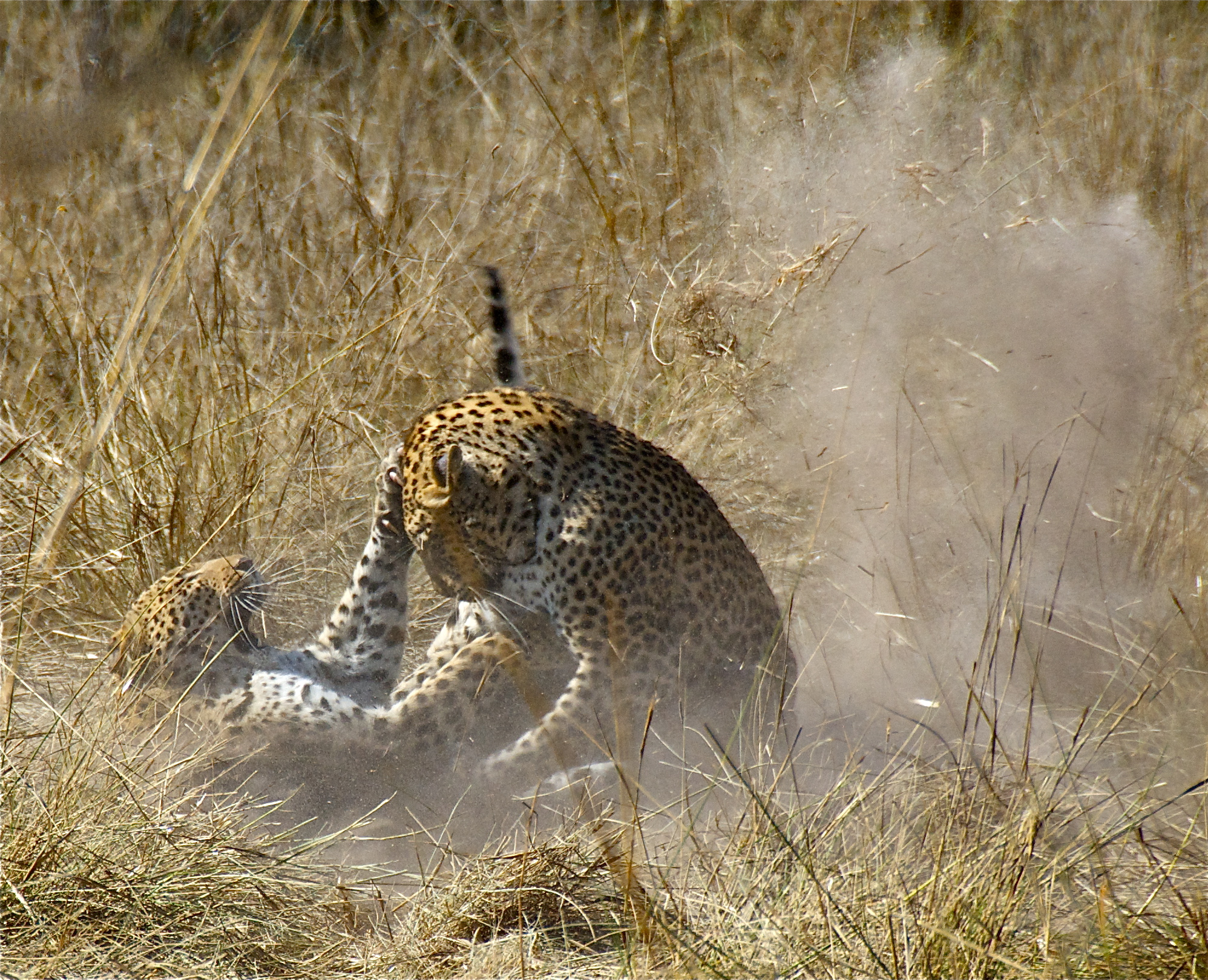
Il maschio è violentemente respinto dalla femmina dopo l'accoppiamento.

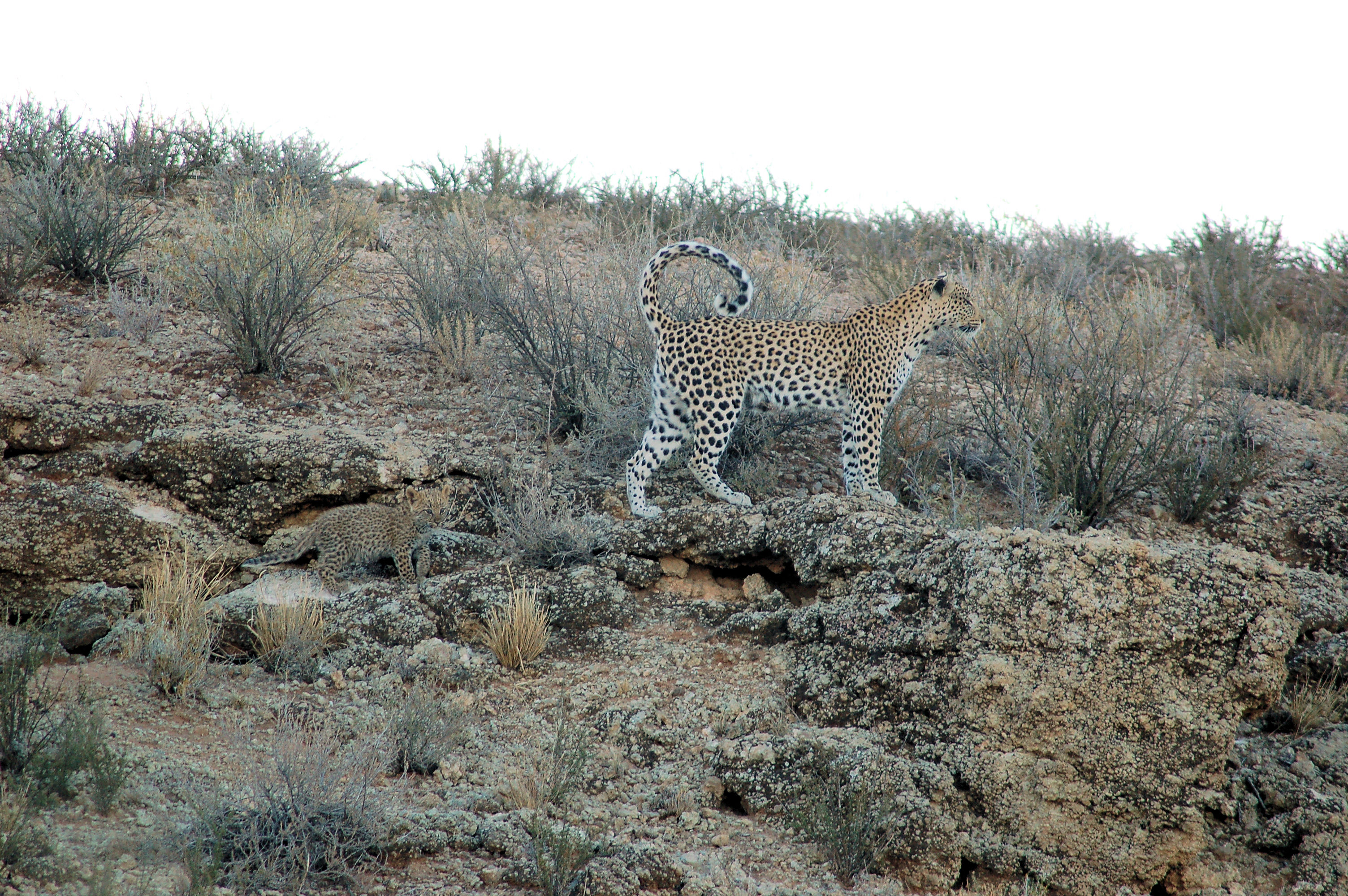
La prole di un leopardo si riduce spesso in natura a un unico piccolo.

Il leopardo è un animale esclusivamente solitario tranne durante la stagione degli amori. La stagione riproduttiva è situata all'inizio della primavera (gennaio-febbraio) nelle regioni subtropicali, ma dura tutto l'anno nelle zone tropicali. L'estro dura circa sette giorni. La femmina partorisce ogni due anni dopo 90-105 giorni di gestazione. La sua tana può essere una fessura della roccia, un albero cavo, o un fitto cespuglio; essa cambia dimora di tanto in tanto trasportando uno alla volta i suoi piccoli per la collottola. La cucciolata è in genere composta da due a tre piccoli, talvolta da quattro. Essi sono ricoperti da una peluria lanosa con macchie indistinte e pesano solo 430-600 g alla nascita. Aprono gli occhi dopo sette-dieci giorni e iniziano a esplorare l'ambiente a due settimane. La madre insegna loro a cacciare a partire dal terzo mese e rimangono con lei fino alla prossima cucciolata.
La maturità sessuale viene raggiunta a 24-36 mesi dai maschi, a 30-36 mesi dalle femmine, e in media a 33 mesi. I giovani della stessa cucciolata possono rimanere insieme per qualche mese prima di separarsi. Il 41% dei giovani muore prima di aver raggiunto un anno di età. La longevità è di 12-15 anni in natura e può raggiungere i 23 anni in cattività.

### Relazioni interspecifiche

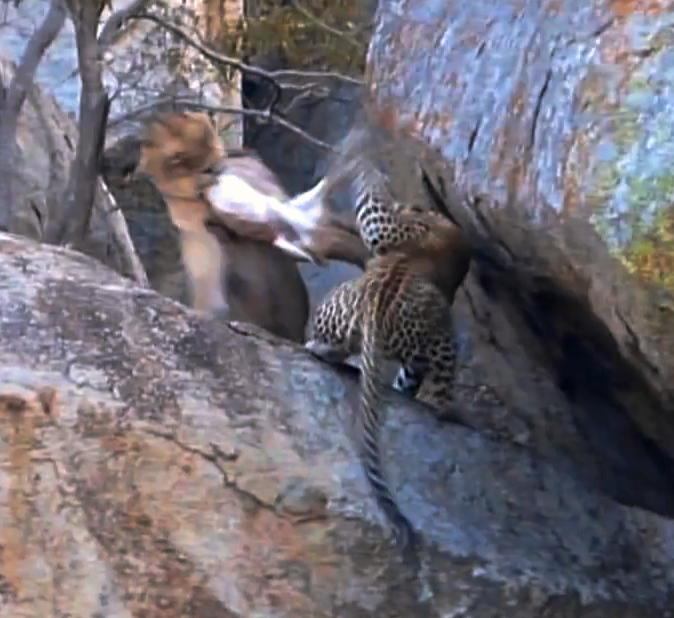
Derubato da una leonessa.

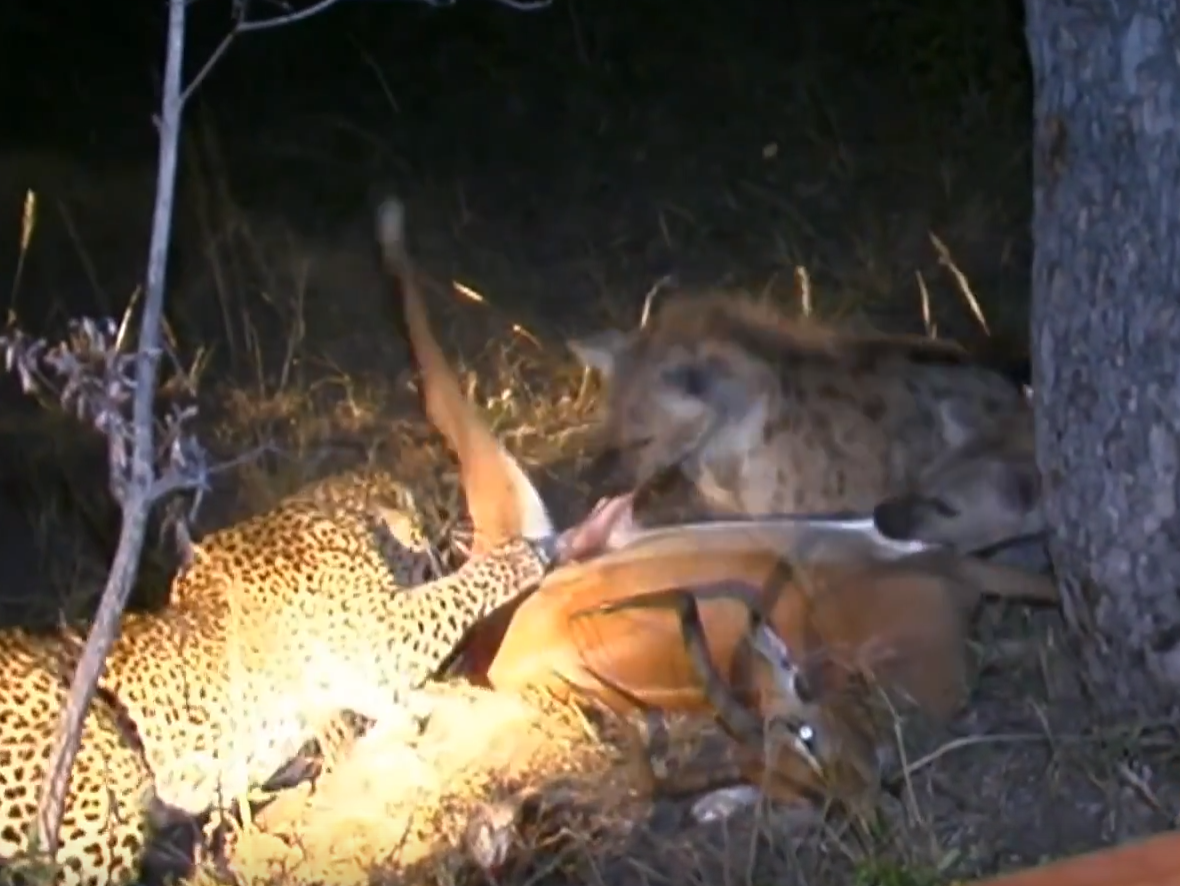
Combattendo contro iene macchiate per una carcassa di impala.

Sebbene il leopardo sia un potente predatore, ha dei nemici: il leone in Africa e la tigre in Asia, che possono uccidere sia i cuccioli che gli adulti. I leopardi, dal loro canto, possono uccidere sia i cuccioli di tigre, sia i cuccioli di leone, se li trovano isolati dalle madri. I leopardi maschi stessi possono commettere infanticidio uccidendo i leopardi giovani, per invogliare le femmine ad accoppiarsi con loro.

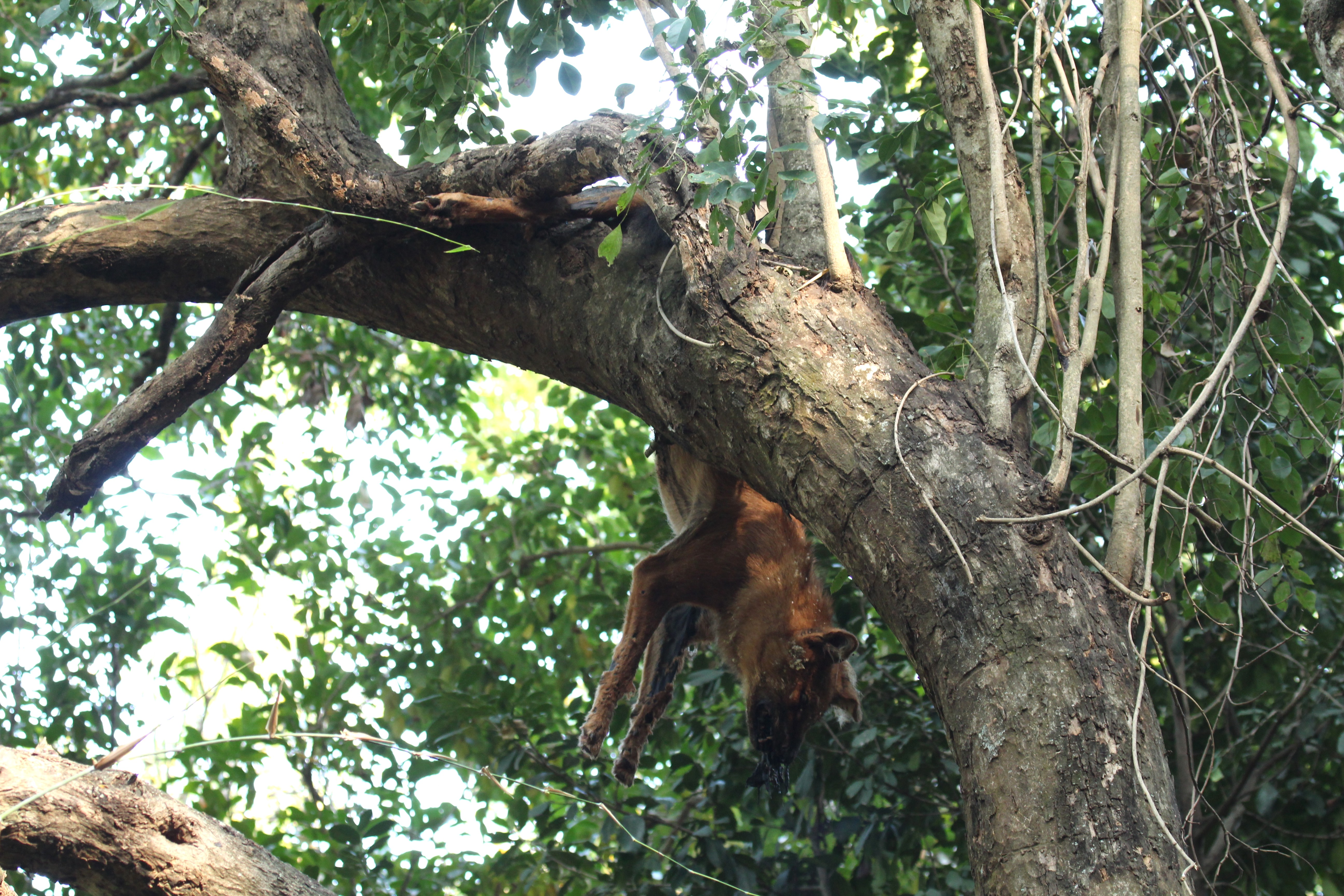
Cuon ucciso e trasportato su di un albero da un leopardo, in India.

Altri potenziali nemici sono le iene maculate, i licaoni, le iene striate, gli sciacalli dalla gualdrappa, i lupi, le iene brune, gli sciacalli dorati e i cuon che, in superiorità numerica, possono scacciare il leopardo dalla preda e cacciare gli esemplari anziani e i cuccioli. È pur vero che si conosce almeno un caso in cui fu il felino a sottrarre la preda ad un gruppo di licaoni. D'altro canto, un leopardo maschio adulto è in grado di uccidere ciascuno di loro, se li sorprende isolati dal branco; gli sciacalli in particolare costituiscono una parte della dieta del felino. Inoltre, i leopardi uccidono i cuccioli di questi competitori, per diminuire la loro concorrenza.

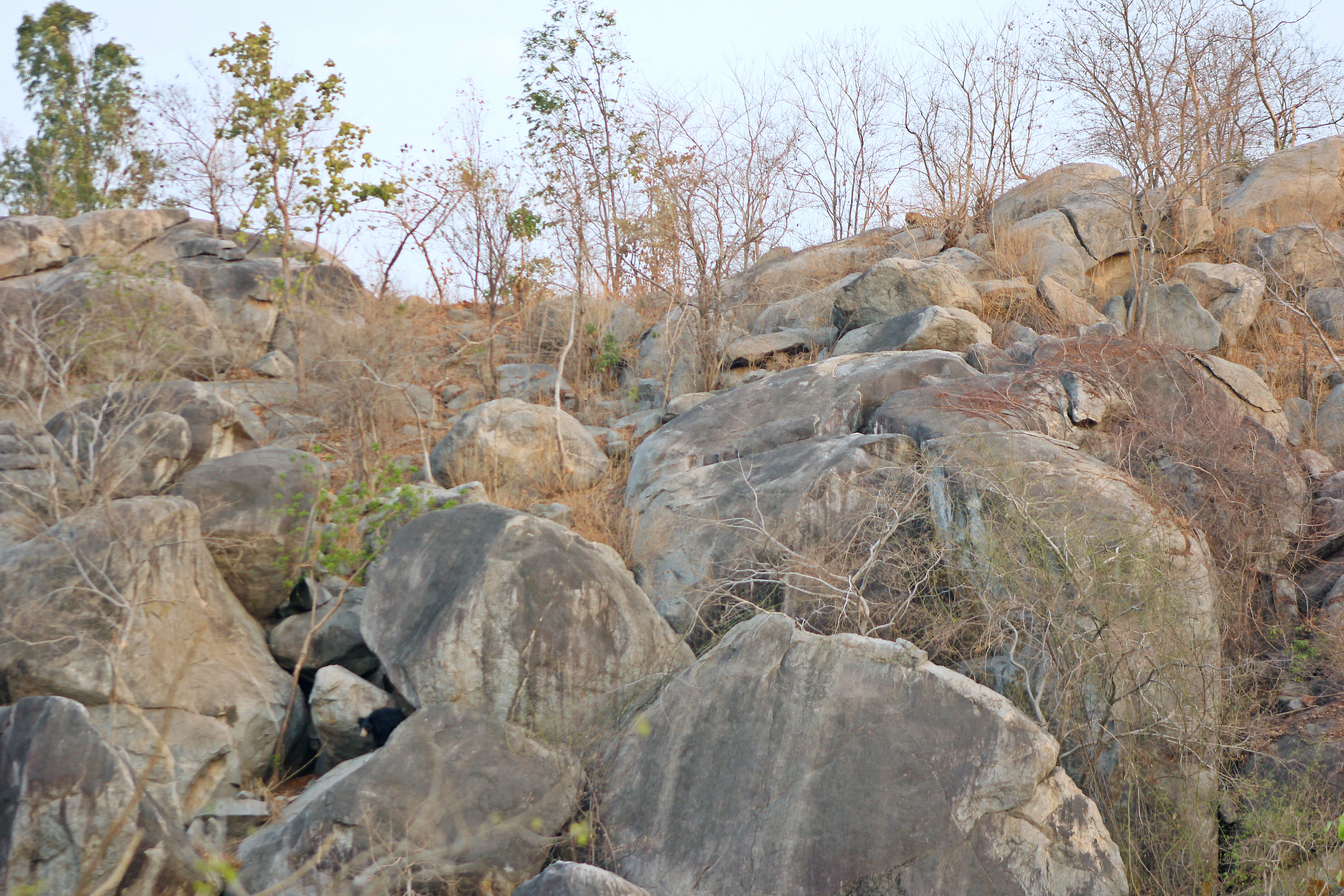
Un leopardo e una femmina di orso labiato con i cuccioli nel parco indiano di Ranthambore.

I leopardi possono cacciare gli orsi malesi (anche se può rischiare la vita visto che malgrado sono gli orsi più piccoli, sono lo stesso più grossi del leopardo in questo caso) e i cuccioli di altri orsi più grandi che incontrano nel territorio asiatico, come gli orsi dal collare o i panda giganti, ma raramente entrano in competizione con essi. Il conflitto maggiore avviene tutt'oggi in Sri Lanka, dove i leopardi, superpredatori dell'isola, competono con gli orsi labiati, uccidendo i loro cuccioli ed impegnandosi con gli adulti in lotte per la difesa del territorio.
Il leopardo compete con il ghepardo, in alcune zone dell'areale africano, poiché diverse prede (tra cui gazzelle e impala) sono cacciate da entrambi i predatori; solitamente il leopardo, più grosso e forte, domina il cugino, e si sono verificati casi in cui il primo ha ucciso il secondo.
I leopardi possono venire uccisi dai coccodrilli del Nilo in Africa e dai coccodrilli marini in Asia, quando vanno ad abbeverarsi. Seppure, nel caso il combattimento avvenga sulla terraferma, il leopardo abbia nella maggior parte dei casi la meglio e riesca ad uccidere il coccodrillo.
Sia in Asia che in Africa, il leopardo incontra alcune specie di grandi serpenti costrittori, come il pitone reticolato, il pitone moluro e il pitone delle rocce africano. Gli scontri si svolgono solitamente a favore del grande felino, con il rettile che diventa un lauto pasto per il predatore; può tuttavia accadere il contrario: si sa ad esempio di un leopardo ritrovato dentro lo stomaco di un pitone indiano di 5 metri.
I grandi gruppi di babbuini e scimpanzé, se posseggono abbastanza maschi adulti, possono uccidere un incauto leopardo che abbia deciso di assalire l'intera orda; difatti, quando il felino caccia questi primati, agisce perlopiù di notte (quando le scimmie dormono) e si concentra sugli esemplari isolati.
La competizione interspecifica è bassa con il leone, in quanto quest'ultimo attacca prede più grandi di quelle catturate dal leopardo. La coesistenza con la tigre, invece, è più difficile, poiché essa può impadronirsi delle prede del leopardo. Dove le tigri sono presenti, il leopardo è più raro e trova rifugio sugli alberi. Delle tecniche di evitamento sono state osservate nel parco nazionale di Chitwan: i periodi di caccia dei due felini sono differenti, il leopardo caccia in luoghi diversi, e cattura prede diverse da quelle della tigre. Dove non sono presenti leoni e tigri, il leopardo tende a diventare il predatore incontrastato, dato che gli altri carnivori non rappresentano una minaccia per il grande felino: ciò succede ad esempio in Sri Lanka, a Giava, in Asia centrale, in Iran, nel bush africano, nella foresta pluviale africana e in alcune foreste indiane dove la tigre è assente..
Quando viene afferrato da un leone o da una tigre, il leopardo si gira sulla schiena (per difendere il collo) e si difende ferocemente, protendendo verso l'avversario gli artigli delle zampe anteriori e i denti e sferrando furiose zampate e mordendo il muso del nemico; nel frattempo le zampe posteriori sferrano calci sotto al ventre dell'aggressore, squarciandogli la pancia con gli artigli. Spesso questa difesa è sufficiente per far mollare la presa alla tigre o al leone. Famoso è stato il caso, nel Parco nazionale Kruger, di un grande leopardo maschio che è riuscito a difendersi (e a fuggire) dall'attacco simultaneo di quattro leonesse (ciascuna pesante il doppio di lui) grazie a questa tecnica.
La presenza dell'uomo non disturba affatto il felino, che può vivere anche nelle città, all'insaputa degli abitanti. Così, quando negli anni settanta vennero organizzate delle battute di caccia per catturare un leopardo fuggito dallo zoo di Nairobi, vennero catturati, oltre a lui, altri cinque esemplari.

## Ecologia e protezione

### Distribuzione
Il leopardo è il felino che occupa l'areale più esteso. Originariamente, era diffuso in tutta l'Africa. Oggi è scomparso dal Nordafrica, a eccezione di alcune popolazioni residue sull'Atlante del Marocco e presso la frontiera tra Algeria e Marocco; alcune osservazioni sono state effettuate anche nell'Ahaggar in Algeria nel 2006. Il leopardo viene considerato estinto in Egitto. Il leopardo è ancora comune nell'Africa sub-sahariana, sebbene sia divenuto raro in Africa occidentale e le sue popolazioni siano frammentate. Le maggiori rarefazioni della specie sono avvenute in Nigeria, in Sudafrica e nel Sahel. L'area di distribuzione del felino si è ridotta a livello locale nelle zone più densamente popolate. Dagli inizi del XX secolo, l'area di distribuzione del leopardo in Africa si è ridotta del 36,7%.
In Asia, è diffuso dal Medio Oriente alla Cina, anche se le popolazioni si stanno riducendo sempre di più al di fuori delle aree protette. Nella penisola arabica, la popolazione totale è stata stimata dalla Arabian Fauna Conservation Workshop a meno di 200 individui suddivisi in tre aree distinte: il Negev, le montagne di Wada'a nello Yemen e le montagne del Dhofar nell'Oman. La presenza del felino in Arabia Saudita è dubbia. Il leopardo è presente sull'isola dello Sri Lanka, sebbene le popolazioni abbiano subito un declino del 75% tra l'inizio e la fine del XX secolo. In Indonesia, il felino è presente sulle isole di Giava e di Kangean. Le popolazioni dell'Amur sono molto minacciate; ne rimangono solo pochi esemplari in Russia e forse in Corea del Nord.

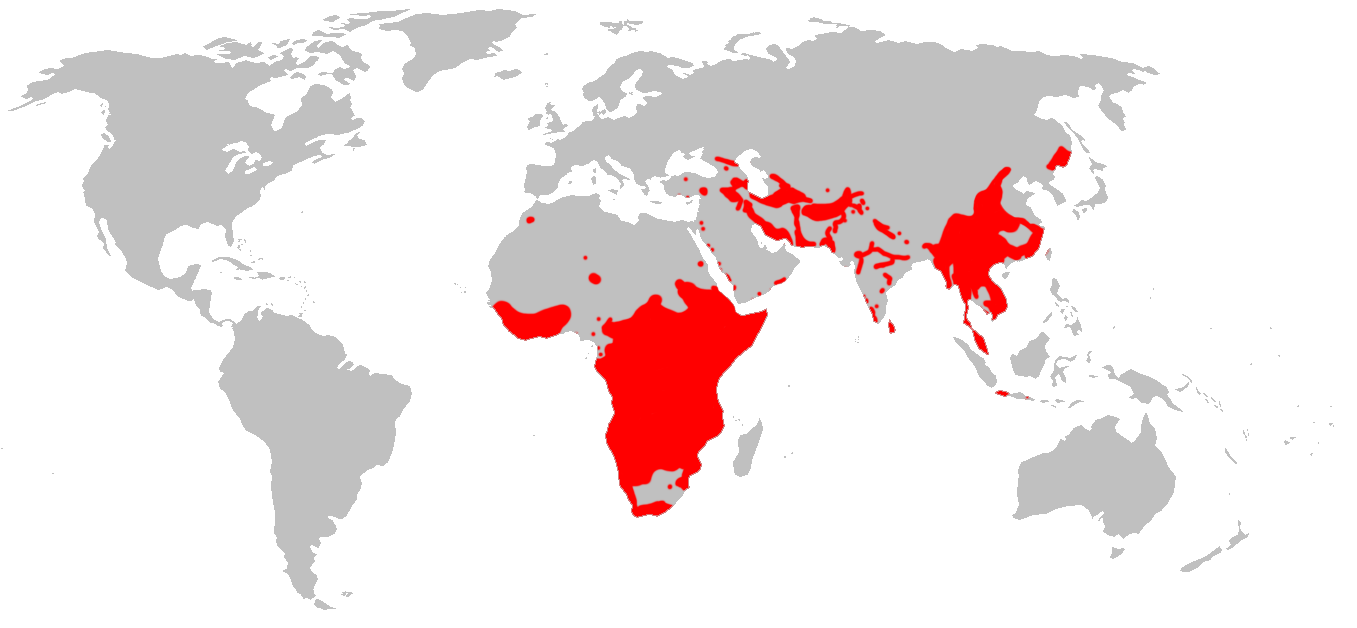
Areale del leopardo.

### Protezione

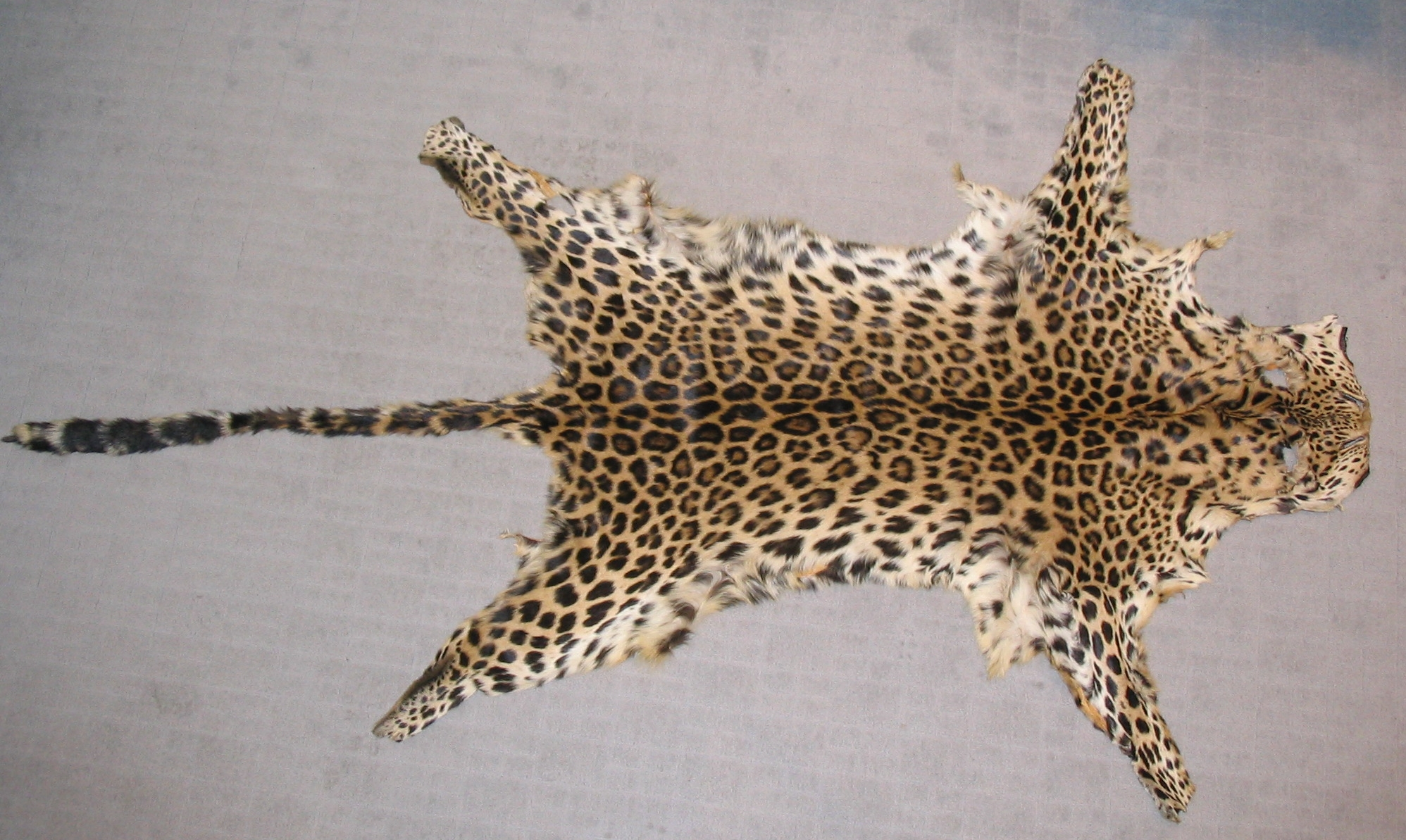
La pelle del leopardo è molto richiesta.

Le principali minacce che gravano sulla specie sono il bracconaggio per la sua pelle e le sue ossa, utilizzate nella farmacopea tradizionale asiatica, oltre ai conflitti con i proprietari di bestiame e la rarefazione delle prede.
Il leopardo è protetto ai termini dell'appendice I della Convenzione sul commercio internazionale delle specie minacciate di estinzione (CITES) dal luglio 1975, quindi l'esportazione di un esemplare è possibile unicamente dopo il rilascio e la presentazione preliminare di un apposito permesso. La CITES ha stabilito delle quote che permettono di esportare circa 2600 trofei di leopardo all'anno. L'Unione internazionale per la conservazione della natura (IUCN) classifica la specie come vulnerabile (VU) dal 2016, con uno status differente per cinque sottospecie: in pericolo per le sottospecie di Sri Lanka e di Persia, e in pericolo critico per le sottospecie di Giava, d'Arabia e dell'Amur.
Difficile da osservare, il leopardo vive nascosto, al punto che gli studiosi non possono avanzare statistiche affidabili sul livello effettivo delle popolazioni. Negli anni novanta, la sua popolazione venne stimata a circa 700.000 individui. Nonostante una massiccia diminuzione nell'ultimo decennio, gli scienziati concordano sul fatto che questo carnivoro notturno, abbastanza potente da issare su un albero una carcassa di antilope per metterla al sicuro dagli altri predatori, non sia ancora in serio pericolo di estinzione (a differenza degli altri grandi felini) e che è facilmente recuperabile con il dovuto impegno di conservazione. La sua caccia è vietata nella maggior parte dei paesi africani (Angola, Repubblica Democratica del Congo, Botswana, Ruanda, ecc.) o molto regolamentata (Sudafrica, Kenya, Namibia, Tanzania). I permessi di esportazione del leopardo, regolamentati dalla CITES, sono di circa 2600 trofei e pelli all'anno, provenienti dai paesi dell'Africa. In Tanzania, la tariffa per un trofeo è passata da 2500 a 12.000 dollari a partire dal luglio 2007 per decisione governativa.
Per garantire la sostenibilità della popolazione in cattività, alcune sottospecie sono oggetto di un programma di riproduzione in cattività. Un Programma europeo per le specie minacciate (EEP) è in corso per il leopardo persiano (Panthera pardus saxicolor), il leopardo della Cina del Nord (Panthera pardus japonensis), il leopardo dello Sri Lanka (Panthera pardus kotiya) e il leopardo dell'Amur (Panthera pardus orientalis). Inoltre, quest'ultima sottospecie è anche oggetto di un programma americano per le specie minacciate (SSP).
Attualmente, la popolazione di leopadi in natura è stimata intorno ai 75.000 esemplari, così ripartita nelle varie sottospecie:
- Leopardo africano (Panthera pardus pardus): 50.000 esemplari;
- Leopardo indiano (Panthera pardus fusca): 14.000 esemplari;
- Leopardo indocinese (Panthera pardus delacouri): 6.500 esemplari;
- Leopardo della Cina settentrionale (Panthera pardus japonensis): 2.500 esemplari;
- Leopardo dello Sri Lanka (Panthera pardus kotiya): 2.000 esemplari;
- Leopardo persiano (Panthera pardus saxicolor): 2.000 esemplari;
- Leopardo di Giava (Panthera pardus melas): 210 esemplari;
- Leopardo arabo (Panthera pardus nimr): 150 esemplari;
- Leopardo dell'Amur (Panthera pardus orientalis): 103 esemplari.[59]

Aree protette asiatiche con presenza di leopardi:
 India
- Parco nazionale reale di Manas
- Parco nazionale di Bandhavgarh
- Parco nazionale Jim Corbett
- Parco nazionale di Kanha
- Parco nazionale di Kaziranga
- Parco nazionale di Namdapha
- Parco nazionale di Ranthambore
- Parco nazionale di Pench
- Parco nazionale della foresta di Gir
- Parco nazionale di Dudhwa
- Parco nazionale di Valmiki
- Parco nazionale di Buxa
- Parco nazionale di Sariska
- Parco nazionale di Panna
- Parco nazionale di Melghat
- Parco nazionale di Tadoba
- Parco nazionale di Indravati
- Parco nazionale di Palamau
- Parco nazionale di Simlipal
- Parco nazionale di Nagarjunasagar
- Parco nazionale di Bandipur
- Parco nazionale di Periyar
- Parco nazionale Sanjay Gandhi
- Santuario della natura di Kuno

 Indonesia
- Parco nazionale di Meru Betiri
- Parco nazionale di Ujung Kulon

 Malaysia
- Santuario di Taman Nagara

 Nepal
- Parco nazionale reale di Chitwan
- Parco nazionale reale di Bardia
- Riserva naturale di Suklaphanta

 Sri Lanka
- Parco nazionale di Yala
- Parco nazionale di Wilpattu

 Thailandia
- Santuario della vita selvatica di Huai Kha Khaeng

 Cina
- Parco nazionale di Changbai Shan

 Russia
- Sichote-Alin

 Vietnam
- Parco nazionale di Ba Be
- Parco nazionale di Cat Tien

## Il leopardo e l'uomo

### Etimologia e semantica
L'etimologia dei termini «leopardo» e «pantera» riveste un'importanza particolare perché ha servito da base alle descrizioni dei bestiari medievali.
La parola leopardo deriva dal latino tardo leopardus, a sua volta composto dai termini leo (leone) e pardus (pantera). In francese il termine passò da leupart nel XII secolo a leopart nel XIII secolo. Fino al XII-XIV secolo, veniva anche utilizzata la forma liopardo.
La parola «leopardo» è utilizzata per metonimia per designare la pelle del leopardo utilizzata in pelletteria. Designa anche l'Inghilterra, a causa della presenza di leopardi sul suo blasone. L'aggettivo «leopardato», derivato dalla parola «leopardo», designa una pelle costellata di macchie, che ricorda quella del leopardo; il termine, tuttavia, viene maggiormente utilizzato per designare il «leone leopardato» o «illeopardito», vale a dire un leone passante, con la testa di profilo.
La parola «pantera» deriva dal latino panthera, a sua volta derivato dal greco antico πάνθηρ, derivato dal sanscrito puṇḍarīka ‘tigre’. Per accostamento paretimologico, è stato avvicinato al greco πᾶς θηρίον pâs thēríon ‘tutto animale selvaggio’, descrivendo l'insieme delle bestie selvagge.
Per analogia nell'aspetto, numerosi animali o piante portano nomi contenenti il termine leopardo o pantera: squalo leopardo, amanita pantera, leopardo delle nevi, ecc.

### Raffigurazioni
Una pittura rupestre raffigurante un leopardo, scoperta nel 1993 in una grotta dell'Ardèche, è stata datata a circa 31.000 anni fa. Il leopardo è presente su alcuni mosaici romani, così come sarcofaghi di epoca antonina recanti immagini dell'animale - nell'ambito del trionfo indiano del dio Bacco - sono a Roma al Casino Rospigliosi, al Museo Capitolino, a palazzo Giustiniani ed a palazzo Mattei, nonché in vari musei all'estero. In effetti, il leopardo è uno degli attributi di Dioniso (Bacco nella versione latina), ed è più volte rappresentato come sua cavalcatura o come bestia che traina il suo carro durante i trionfi del Dio. Filostrato il Vecchio (III secolo) dichiarò che Bacco amava il leopardo perché è un animale eccitato, infuriato come una baccante. Per questo motivo, il leopardo figura in numerose sculture, pitture, mosaici in compagnia di Bacco, come nel tempio di Liber Pater in Libia, o ancora in Bacco e Arianna di Tiziano.
Nel XVIII secolo, i pittori lavoravano con una precisione anatomica particolarmente sviluppata, esercitandosi in particolare raffigurando soggetti reali custoditi negli zoo. Nel XIX secolo, i leopardi figuravano tra i soggetti preferiti dei pittori, come la coppia di leopardi di Jacques-Laurent Agasse.
Il pittore giapponese Kawanabe Kyōsai dipinse un leopardo nel XIX secolo, intitolando l'opera «Tigre selvaggia finora sconosciuta».

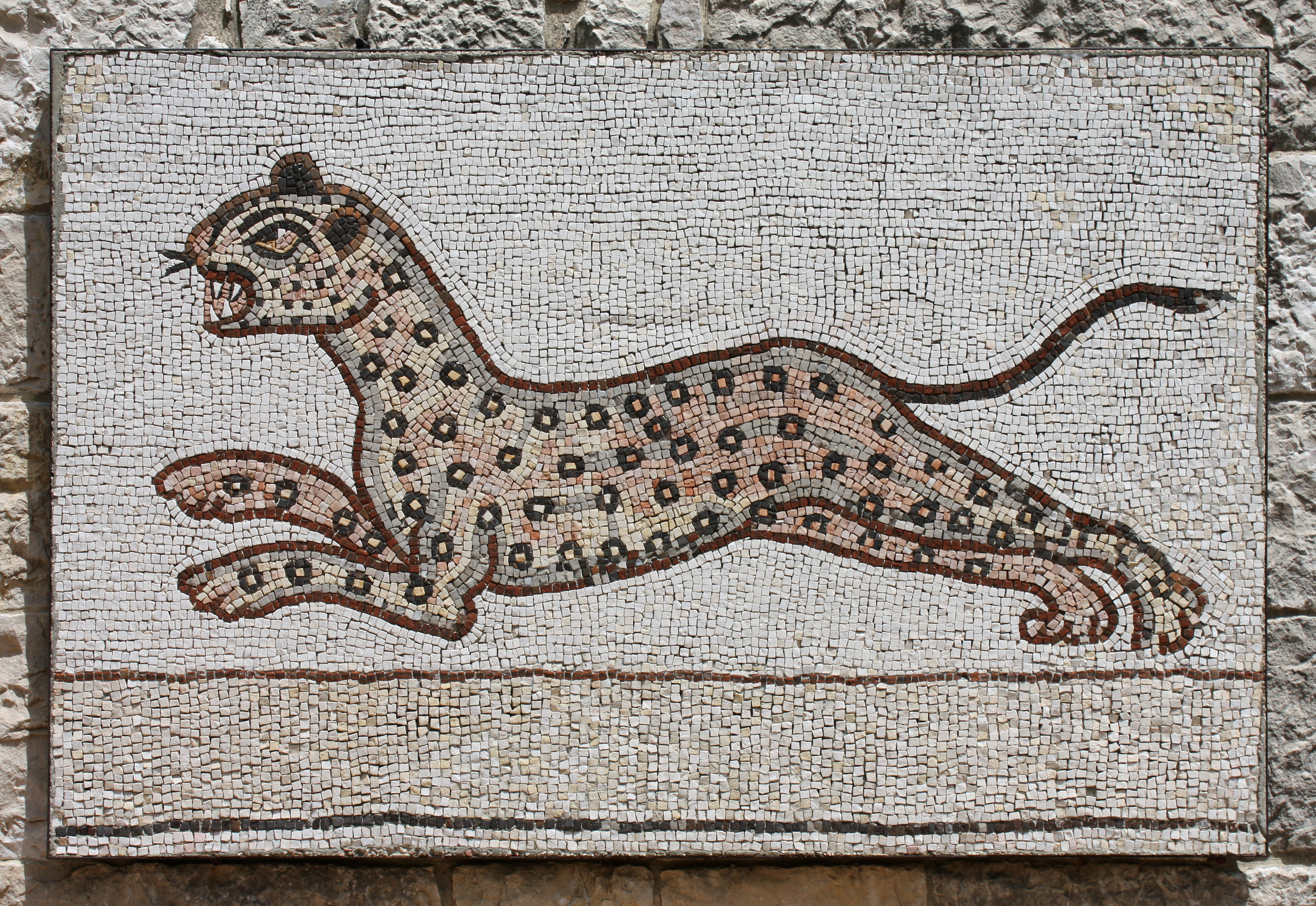
Mosaico romano raffigurante un leopardo nel palazzo di Beiteddine (Libano).
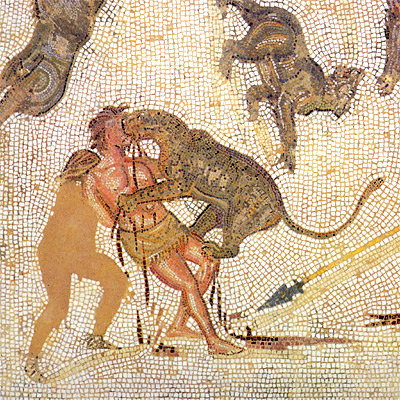
Leopardo sbrana un cristiano, mosaico pavimentale del III secolo d.C., conservato nel Museo archeologico di Susa, Tunisia.
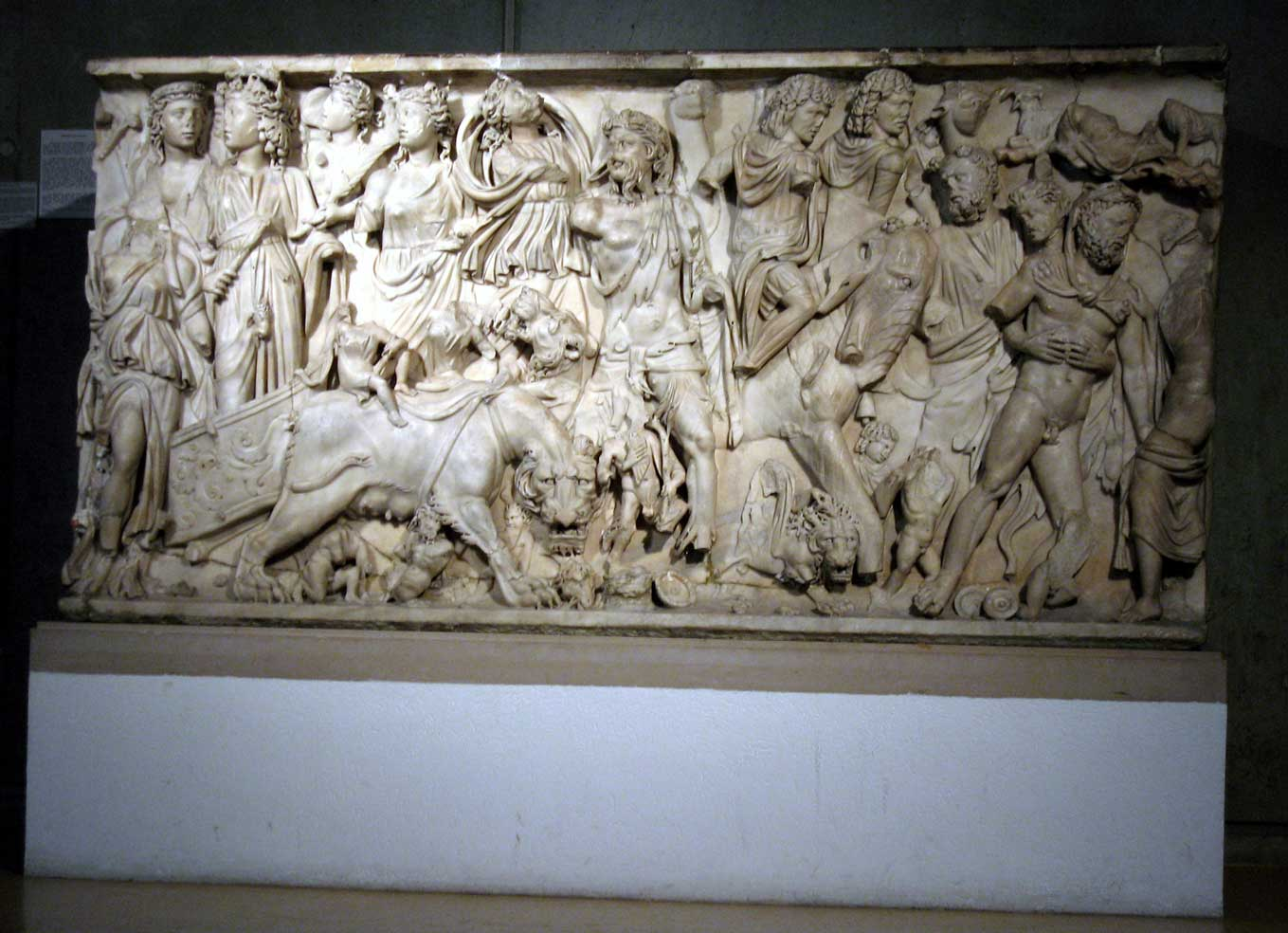
Sarcofago del trionfo di Bacco (Impero romano).
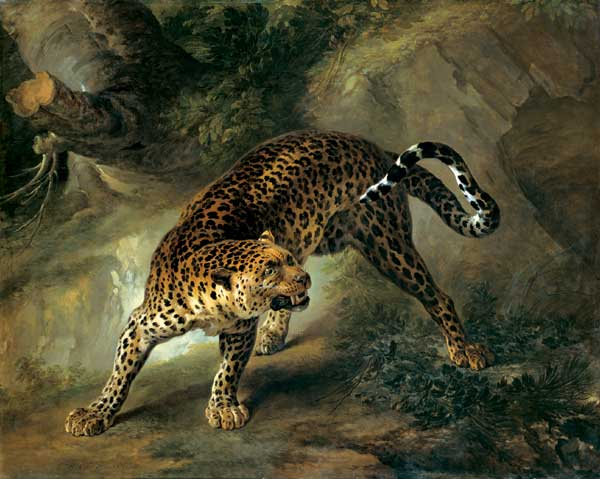
Leopardo, Jean-Baptiste Oudry (1741).
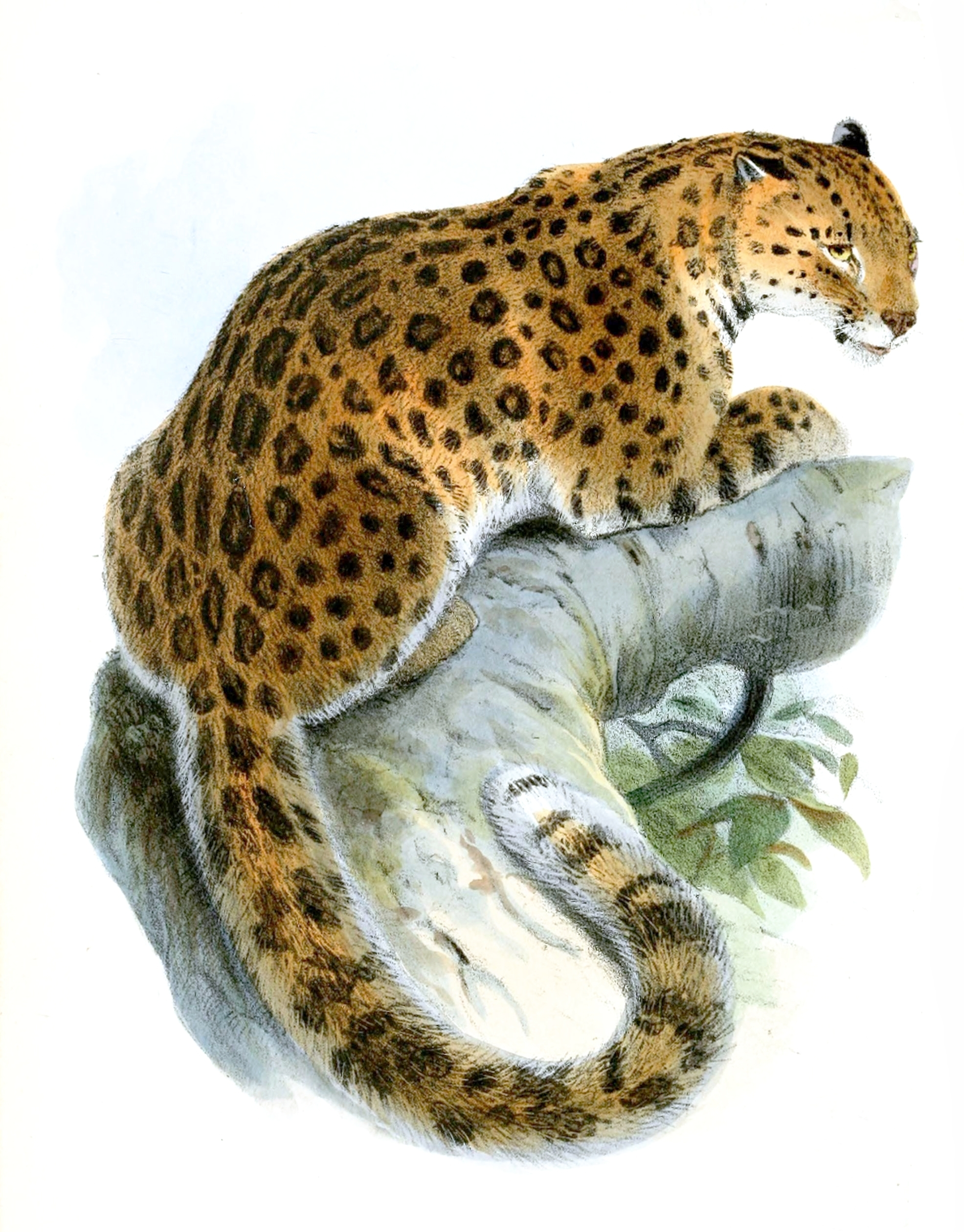
Illustrazione zoologica della Zoological Society of London (1862).
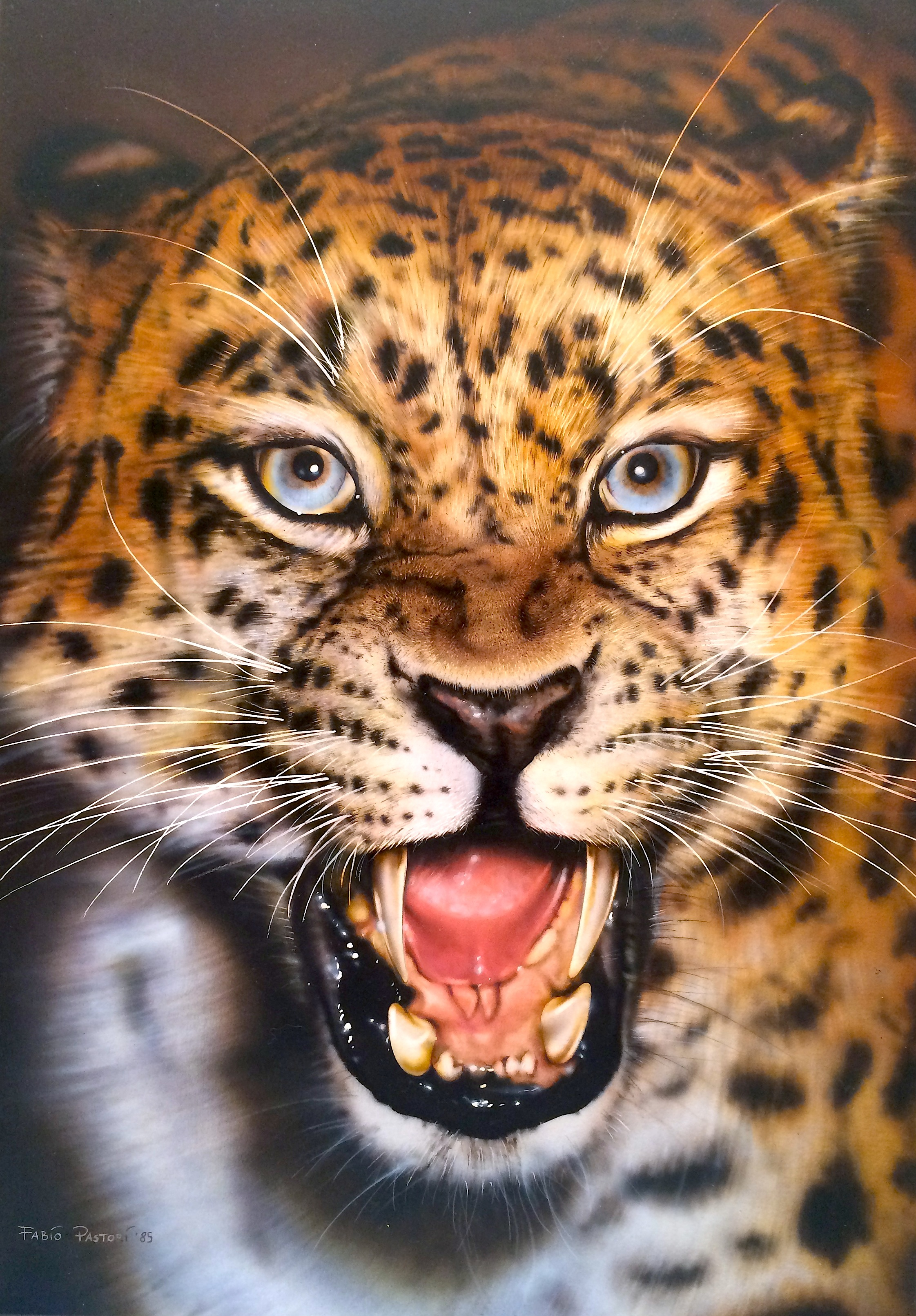
Dipinto di leopardo di Fabio Pastori
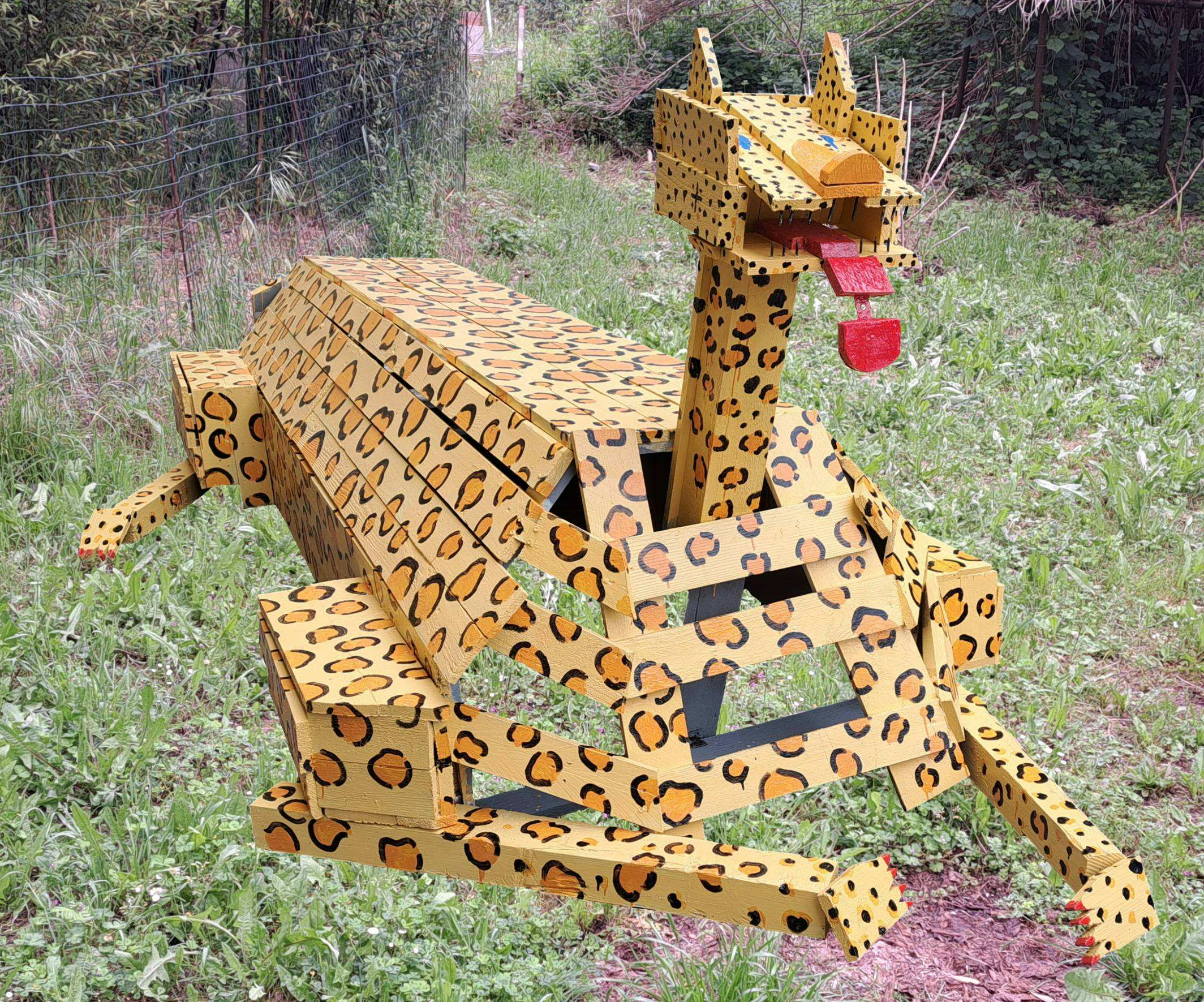
Leopardo[81] opere di Filippo Biagioli, MAP Museo Arti Primarie

### Cultura africana

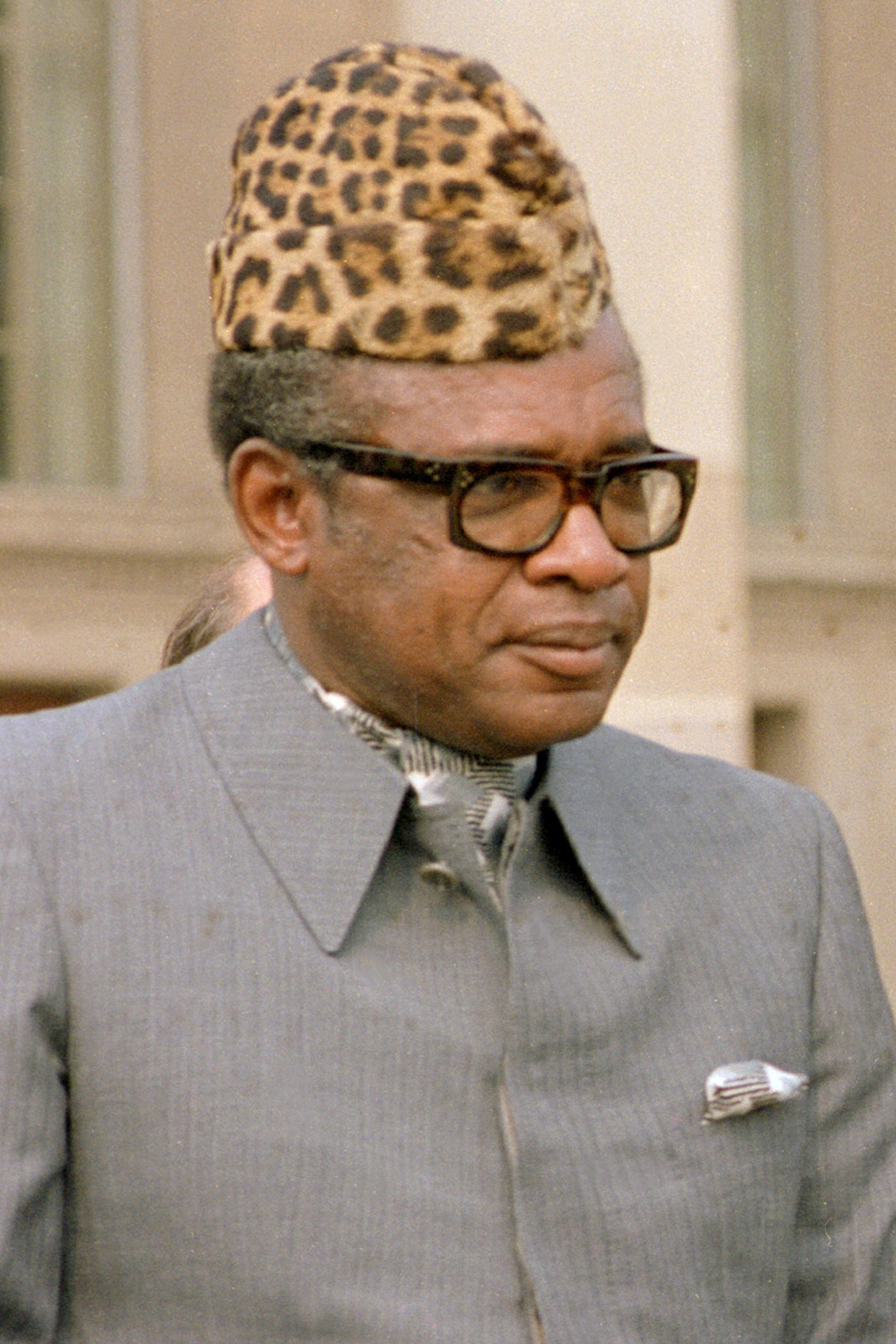
Mobutu, «il leopardo di Kinshasa».

In Africa, i capi indossano cappucci o mantelli in pelliccia di leopardo, o ricoprono il trono con una pelle di leopardo. A causa della sua discrezione, il leopardo è una figura scaltra nelle leggende africane: ha infatti la reputazione di cancellare le sue tracce con la coda man mano che avanza.
Presso alcune tribù bantu, in particolar modo nel Congo-Kinshasa, il leopardo era considerato un animale scaltro, potente e forte. È per questo che il presidente Mobutu Sese Seko portava un copricapo di leopardo e altri suoi attributi che lo rendevano potente agli occhi della popolazione. Mobutu Sese Seko era d'altra parte soprannominato «il leopardo di Kinshasa». Un leopardo compare attualmente sullo stemma del paese.
Il leopardo viene preferito al leone come re degli animali presso le tribù africane. Come il leone, viene ridicolizzato nelle leggende da animali inferiori, come la tartaruga, la lepre o la gazzella.
Nel regno di Dahomey, il sovrano veniva chiamato «il leopardo» e indossava pelli di questo animale. Il commercio di queste pelli è stato quindi molto attivo nel paese. Altri capi tribali tenevano leopardi in cattività con loro e, una volta domati, li portavano con sé negli incontri pubblici come segno di potere.
Il leopardo è considerato il grande felino più selvaggio dalle tribù africane e aveva fama di essere un mangiatore di uomini. La leggenda degli uomini-leopardo è simile a quella dei lupi-mannari: un uomo assume l'aspetto di un leopardo in seguito a una magia per uccidere degli uomini. La setta degli uomini-leopardo Aniota è una società segreta africana i cui uomini indossavano vestiti e armi ricavati dal leopardo.

### Impero Romano
Il leopardo venne importato dai Romani in Europa per utilizzarlo negli anfiteatri, in particolare nei giochi delle venationes e nelle condanne a morte (damnatio ad bestias). Gli animali provenivano principalmente dal Nord Africa e dalla Turchia.

### Araldica
Il leopardo è in araldica un simbolo di potere e di autorità. Il leopardo è un leone passante: il corpo è di profilo sulle quattro zampe, con il volto rivolto di fronte, la coda ripiegata sul dorso e il pennacchio rivolto verso l'esterno del blasone. Un leopardo illeonito è un leopardo rampante, vale a dire in piedi sulle zampe posteriori, con la testa di fronte. Un altro mobile araldico è la testa di leopardo, che è una testa di leone rivolta di fronte. In Francia, il leopardo compare sulle arme dei guerrieri che hanno riportato vittorie contro l'Inghilterra, il cui simbolo è appunto il leopardo.
La pantera araldica è, al contrario, molto differente dall'originale: si tratta di una creatura mitica con la testa di toro o di cavallo, il corpo di leone e le zampe anteriori di aquila. Dalla sua gola fuoriescono fiamme. È presente unicamente sulle arme austriache.
| Figura | Blasoni e commenti                                                                                              |
| ------ | --- |
|        | Stemma dell'Inghilterra Di rosso, a tre leopardi passanti d'oro in palo, armati e lampassati d'azzurro.         |
|        | Stemma della Stiria Di verde, alla pantera d'argento, armata e cornata di rosso, vomitante fiamme dello stesso. |

### Il leopardo nei bestiari
Nei bestiari antichi e medievali, tre animali mitici, considerati «reali», possono essere correlati al leopardo vero e proprio: il pardo, la pantera e il leopardo. L'etimologia dei termini «leopardo» e «pantera» ha fatto da base a queste descrizioni.

#### La pantera, un animale divino

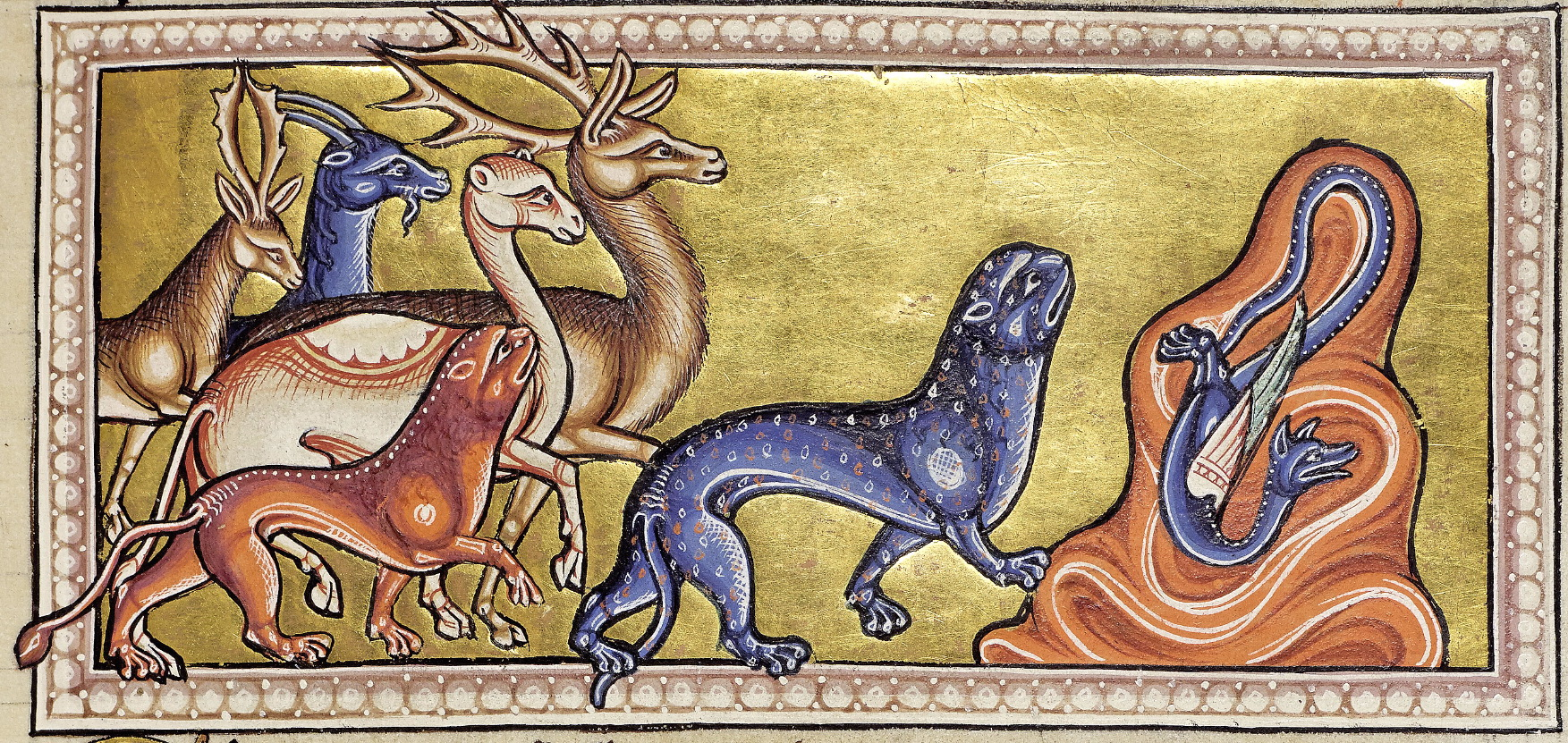
Una pantera (qui di colore blu) attira tutti gli animali e terrorizza un drago che si nasconde dentro un pertugio. Immagine tratta dal bestiario di Aberdeen (XII secolo).

La pantera, nei bestiari, è una bestia dal manto multicolore, costellato di cerchi bianchi o neri somiglianti a occhi. Dopo un banchetto, la pantera dorme per tre giorni nella sua caverna. Al risveglio, emette un forte ruggito, il cui alito profumato attira tutti gli animali, tranne il drago che, terrorizzato, corre a nascondersi in un pertugio nel terreno. La pantera ha un volto terrificante e per catturare le prede le è sufficiente coprire la faccia e lasciare che il suo alito attiri gli altri animali. La pantera si trova in Africa e in Siria; la femmina può partorire solo una volta, poiché durante il primo parto il piccolo ne lacera l'utero con gli artigli.
Tale descrizione della pantera perdurò dall'Antichità fino agli inizi del Rinascimento, grazie ad autori come Plinio il Vecchio (I secolo), Isidoro di Siviglia (VII secolo), Filippo di Thaon (XII secolo) o Bartolomeo Anglico (XIII secolo). Le illustrazioni dei bestiari medievali sono molto simili: la pantera è mostrata circondata da numerosi animali, generalmente con la bocca aperta. Molto spesso nella solita miniatura è rappresentato anche un drago, mentre cerca di nascondersi sotto terra. I disegnatori non sempre sapevano come disegnare una pantera, e in certi casi davano a essa l'aspetto di una scimmia o di un cavallo.
L'alito favoloso veniva paragonato dai Cristiani alla parola divina; la pantera in tal caso sarebbe la personificazione di Gesù Cristo, che toglie potere al drago e attira a sé l'umanità, tre giorni dopo la crocifissione. Le numerose macchie sul suo manto rappresentano le virtù di Dio.

#### Il leopardo e il pardo
Secondo i bestiari, il pardo è una belva maculata, molto veloce, che uccide la preda in un sol balzo. Isidoro di Siviglia aggiunge che il pardo ama il sangue.
Il leopardo è frutto dell'incrocio adulterino tra una leonessa (leo in latino) e un pardo. Secondo Bartolomeo Anglico, il leopardo abbandona la caccia se non riesce a catturare la preda in meno di tre salti, non corre mai e si limita a balzare sulle prede. La grotta del leopardo ha due aperture, una per entrare, l'altra per uscire; il centro della grotta è molto stretto. La forma della tana gli permette di attaccare il più nobile degli animali, il leone: quando un leone insegue un leopardo, lo rincorre fin dentro alla tana, rimanendovi però bloccato al centro. Il leopardo può allora uscire dalla seconda apertura e attaccare il leone alle spalle.

#### Conseguenze
Le descrizioni dell'Antichità sono servite da base all'intero lavoro dei biologi per secoli. Il leopardo viene ritratto come una belva che detesta gli uomini, i galli e i serpenti fino a spingersi a distruggere una loro immagine. È inoltre terrorizzato dalle iene, tanto che Plinio il Vecchio racconta che una pelle di leopardo messa accanto a quella di una iena inizierebbe a perdere i peli. Ancora nel XVI secolo si credeva che il leopardo, crudele e feroce, manifestasse un ardente desiderio di uccidere le sue prede e di succhiare loro il sangue. Vivendo in gruppo, i leopardi si ubriacherebbero di vino e si divorerebbero tra loro. Nel caso mangiassero piante velenose, utilizzerebbero degli escrementi umani come antidoto. Descrizioni simili vennero realizzate da Conrad Gessner (XVI secolo), che si basò su un libro del III secolo per descrivere la tecnica di caccia del leopardo per catturare le scimmie: esso si fingerebbe morto smettendo di respirare e aspetterebbe che tutte le scimmie scendano dagli alberi per ucciderle. Inoltre, secondo Gessner, il leopardo partorirebbe raramente, sempre tra grandi sofferenze e dando alla luce un unico piccolo per volta. Il leopardo simboleggerebbe una donna astuta e malvagia, attaccata alla sua prole.

### Pubblicità

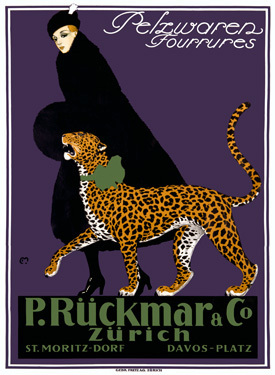
Pubblicità Ernest Montaut per delle pellicce.

Il leopardo è presente nelle pubblicità. Clive il leopardo è stato scelto dalla Schweppes come una figura giovane, trendy e alla moda per promuovere le sue bibite senza alcool.
Nel 1966, per le Confezioni Marzotto, venne trasmesso un carosello intitolato "La Donna Pantera", nel quale la ballerina Elena Sedlak rivestiva il ruolo di una sinuosa supereroina dal costume maculato.
La pantera nera della Dulux Valentine è, dal 1985, la rappresentante del marchio per la sua immagine di eleganza e raffinatezza. Agli occhi dei consumatori il felino ricorda il gatto domestico, pur con un lato selvaggio. Nella prima pubblicità il felino compare in scena assieme a un pittore, pronto ad aggredirlo se lasciasse cadere a terra una sola goccia di vernice. In seguito, in pubblicità più brevi la pantera appariva colorata in tinte pastello. La pantera nera è stata scelta come logo e marchio pubblicitario delle forniture sportive Airness.

### Cinema e letteratura
L'arte marziale del leopardo simboleggia agilità, carattere selvaggio, potenza. La forza si concentra in un unico punto, e la combattività dell'avversario viene spezzata con un attacco determinato.
La pantera rosa è un personaggio dei cartoni animati creato nel 1963 per l'omonimo film di Blake Edwards. Sarà la protagonista di numerose avventure nel corso di oltre 120 episodi prodotti fino agli anni '80. Essendo muta, il cartone animato è scandito dalla celebre musica di Henry Mancini.
Il leopardo compare in numerosi film, telefilm e cartoni animati tanto come semplice comparsa che come attore principale con personaggi come l'uomo-leopardo de L'Isola del dottor Moreau (1933), il film horror Il bacio della pantera del 1942 diretto da Jacques Tourneur e l'omonimo remake del 1982 diretto da Paul Schrader con Nastassja Kinski, Cat Girl, un film del 1957 che racconta la storia di una donna trasformata in pantera, o il leopardo «Baby» della commedia Susanna! (1938). Nel cartone animato Tarzan della Disney, Sabor il Leopardo è il nemico principale, mentre Panthro è il meccanico dei Thundercats. In "One Piece" Rob Lucci si trasforma in un Leopardo.
Nel 1894, Rudyard Kipling creò Bagheera, la pantera nera protettrice ed educatrice di Mowgli. Bagheera è presente negli adattamenti cinematografici o televisivi del Libro della giungla.